# Élections municipales de 2020 dans la Loire
Les élections municipales de 2020 dans la Loire étaient prévues les 15 et 22 mars 2020. Comme dans le reste de la France, le report du second tour est annoncé en pleine crise sanitaire liée à la pandémie de Covid-19 en France (Covid-19) et fixé au 28 juin 2020.
Les résultats détaillés suivants concernent les seules communes de plus de 2 000 habitants situées dans le département de la Loire.

## Maires sortants et maires élus
Le scrutin est marqué par une grande stabilité politique, à quelques exceptions près. La gauche échoue ainsi à récupérer les pertes de 2014 dans les grandes villes, à Montbrison, Roanne, Roche-la-Molière, Saint-Chamond et Saint-Étienne. Elle poursuit son érosion avec la défaite du parti communiste à Firminy, quelque peu compensée par le gain de Rive-de-Gier, toujours pour le PCF.
| Commune                  | Population | Maire sortant           | Parti | Parti | Maire élu               | Parti | Parti |
| ------------------------ | ---------- | ----------------------- | ----- | ----- | ----------------------- | ----- | ----- |
| Andrézieux-Bouthéon      | 9 790      | Jean-Claude Schalk      |       | DVD   | François Driol          |       | DVD   |
| Chazelles-sur-Lyon       | 5 357      | Pierre Véricel          |       | LR    | Pierre Véricel          |       | LR    |
| Feurs                    | 8 173      | Jean-Pierre Taite       |       | LR    | Jean-Pierre Taite       |       | LR    |
| Firminy                  | 17 135     | Marc Petit              |       | DVG   | Julien Luya             |       | LR    |
| La Grand-Croix           | 5 136      | Luc François            |       | DVD   | Luc François            |       | DVD   |
| La Ricamarie             | 7 906      | Cyrille Bonnefoy        |       | PCF   | Cyrille Bonnefoy        |       | PCF   |
| La Talaudière            | 6 860      | Ramona Gonzalez-Grail   |       | PS    | Ramona Gonzalez-Grail   |       | PS    |
| Le Chambon-Feugerolles   | 12 317     | Jean-François Barnier   |       | UDI   | David Fara              |       | DVD   |
| Le Coteau                | 6 872      | Jean-Louis Desbenoit    |       | DVD   | Sandra Creuzet          |       | DVD   |
| Mably                    | 7 605      | Jean-Jacques Ladet      |       | PS    | Eric Peyron             |       | PS    |
| Montbrison               | 15 641     | Christophe Bazile       |       | DVD   | Christophe Bazile       |       | DVD   |
| Montrond-les-Bains       | 5 302      | Claude Giraud           |       | DVD   | Serge Percet            |       | DVD   |
| Riorges                  | 10 774     | Jean-Luc Chervin        |       | PS    | Jean-Luc Chervin        |       | PS    |
| Rive-de-Gier             | 15 184     | Jean-Claude Charvin     |       | LR    | Vincent Bony            |       | PCF   |
| Roanne                   | 34 366     | Yves Nicolin            |       | LR    | Yves Nicolin            |       | LR    |
| Roche-la-Molière         | 9 697      | Eric Berlivet           |       | Agir  | Eric Berlivet           |       | Agir  |
| Saint-Chamond            | 34 967     | Hervé Reynaud           |       | LR    | Hervé Reynaud           |       | LR    |
| Saint-Étienne            | 172 565    | Gaël Perdriau           |       | LR    | Gaël Perdriau           |       | LR    |
| Saint-Galmier            | 5 722      | Jean-Yves Charbonnier   |       | DVD   | Philippe Denis          |       | DVD   |
| Saint-Genest-Lerpt       | 6 131      | Christian Julien        |       | DVG   | Christian Julien        |       | DVG   |
| Saint-Jean-Bonnefonds    | 6 638      | Marc Chavanne           |       | DVG   | Marc Chavanne           |       | DVG   |
| Saint-Just-Saint-Rambert | 15 083     | Olivier Joly            |       | DVD   | Olivier Joly            |       | DVD   |
| Saint-Priest-en-Jarez    | 6 120      | Jean-Michel Pauze       |       | DVG   | Christian Servant       |       | DVG   |
| Sorbiers                 | 7 933      | Marie-Christine Thivant |       | PS    | Marie-Christine Thivant |       | PS    |
| Sury-le-Comtal           | 6 552      | Yves Martin             |       | DVD   | Yves Martin             |       | DVD   |
| Unieux                   | 8 597      | Christophe Faverjon     |       | PCF   | Christophe Faverjon     |       | PCF   |
| Veauche                  | 8 984      | Christian Sapy          |       | DVD   | Gérard Dubois           |       | DVD   |
| Villars                  | 7 970      | Jordan Da Silva         |       | DVD   | Jordan Da Silva         |       | DVD   |

### Résultats en nombre de maires
| Partis       | Partis                               | Maires sortants | Maires élus | Évolution       |
| ------------ | ------------------------------------ | --------------- | ----------- | --------------- |
|              | Divers droite                        | 18              | 18          | en stagnation   |
|              | Agir                                 | 0               | 1           | en augmentation |
|              | Union des démocrates et indépendants | 3               | 0           | en diminution   |
|              | Les Républicains                     | 6               | 5           | en diminution   |
| Total droite | Total droite                         | 27              | 24          | en diminution   |
|              | Divers centre                        | 0               | 6           | en augmentation |
|              | La République en marche              | 1               | 1           | en stagnation   |
|              | Mouvement démocrate                  | 1               | 0           | en diminution   |
| Total centre | Total centre                         | 2               | 6           | en augmentation |
|              | Parti socialiste                     | 4               | 4           | en stagnation   |
|              | Divers gauche                        | 9               | 7           | en diminution   |
|              | Parti communiste français            | 2               | 3           | en augmentation |
| Total gauche | Total gauche                         | 15              | 14          | en diminution   |
|              | Sans étiquette ou Divers             | 12              | 12          | en stagnation   |
| Total        | Total                                | 57              | 57          | -               |

## Résultats

### À l'échelle du département

#### Taux de participation
| Taux de participation | 1er tour | Différence avec 2014 | 2d tour | Différence avec 2014 | Différence entre les deux tours |
| --------------------- | -------- | -------------------- | ------- | -------------------- | ------------------------------- |
| À 12 h                | 14,88 %  | 13,2                 | 15,30 % | 7,61                 | 0,42                            |
| À 17 h                | 31,14 %  | 25,23                | 33,07 % | 22,53                | 1,93                            |
| Final                 | 39,58 %  | 21,46                | 33,72 % | 26,64                | 5,86                            |

#### Résultats généraux
|                        | Communes à scrutin de listes (1 000 habitants et plus) | Communes à scrutin de listes (1 000 habitants et plus) | Communes à scrutin de listes (1 000 habitants et plus) | Communes à scrutin de listes (1 000 habitants et plus) | Communes à scrutin majoritaire (moins de 1 000 habitants) | Communes à scrutin majoritaire (moins de 1 000 habitants) | Communes à scrutin majoritaire (moins de 1 000 habitants) | Communes à scrutin majoritaire (moins de 1 000 habitants) | Ensemble des communes | Ensemble des communes | Ensemble des communes | Ensemble des communes |
| Premier tour           | Premier tour                                           | Second tour                                            | Second tour                                            | Premier tour                                           | Premier tour                                              | Second tour                                               | Second tour                                               | Premier tour                                              | Premier tour          | Second tour           | Second tour           |                       |
| Voix                   | %                                                      | Voix                                                   | %                                                      | Voix                                                   | %                                                         | Voix                                                      | %                                                         | Voix                                                      | %                     | Voix                  | %                     |                       |
| ---------------------- | ------------------------------------------------------ | ------------------------------------------------------ | ------------------------------------------------------ | ------------------------------------------------------ | --------------------------------------------------------- | --------------------------------------------------------- | --------------------------------------------------------- | --------------------------------------------------------- | --------------------- | --------------------- | --------------------- | --------------------- |
| Votes valides          | 154 408                                                | 95,23                                                  | 42 340                                                 | 97,56                                                  | 37 643                                                    | 97,39                                                     | 2 664                                                     | 95,38                                                     | 192 051               | 95,64                 | 45 004                | 97,43                 |
| Votes blancs           | 2 850                                                  | 1,76                                                   | 575                                                    | 1,33                                                   | 324                                                       | 0,84                                                      | 42                                                        | 1,50                                                      | 3 174                 | 1,58                  | 617                   | 1,34                  |
| Votes nuls             | 4 888                                                  | 3,01                                                   | 483                                                    | 1,11                                                   | 686                                                       | 1,77                                                      | 87                                                        | 3,11                                                      | 5 574                 | 2,78                  | 570                   | 1,23                  |
|                        |                                                        |                                                        |                                                        |                                                        |                                                           |                                                           |                                                           |                                                           |                       |                       |                       |                       |
| Total                  | 162 146                                                | 100                                                    | 43 398                                                 | 100                                                    | 38 653                                                    | 100                                                       | 2 793                                                     | 100                                                       | 200 799               | 100                   | 46 191                | 100                   |
| Abstentions            | 274 005                                                | 62,82                                                  | 88 630                                                 | 67,13                                                  | 32 582                                                    | 45,74                                                     | 2 150                                                     | 43,50                                                     | 306 587               | 60,42                 | 90 780                | 66,28                 |
| Inscrits/participation | 436 151                                                | 37,18                                                  | 132 028                                                | 32,87                                                  | 71 235                                                    | 54,26                                                     | 4 943                                                     | 56,50                                                     | 507 386               | 39,58                 | 136 971               | 33,72                 |

#### Communes de plus de1 000 habitants
|       | Divers droite                        | DVD            | 53 541  | 34,68 | 477   | 20 792 | 49,11 | 116 | 593   | 20,90 | 15            |  |  |  |
|       | Divers gauche                        | DVG            | 28 691  | 18,58 | 287   | 13 100 | 30,94 | 44  | 331   | 11,67 | 10            |  |  |  |
|       | Divers centre                        | DVC            | 10 020  | 6,49  | 64    | 6 389  | 15,09 | 86  | 150   | 5,29  | Nv            |  |  |  |
|       | Europe Écologie Les Verts            | VEC            | 4 480   | 2,90  | 4     | 0      | 0,00  | 0   | 4     | 0,14  | 4             |  |  |  |
|       | Divers                               | DIV            | 3 875   | 2,51  | 61    | 543    | 1,28  | 19  | 80    | 2,82  | 1 381         |  |  |  |
|       | Rassemblement national               | RN             | 3 486   | 2,26  | 2     | 0      | 0,00  | 0   | 2     | 0,07  | 14            |  |  |  |
|       | La République en marche              | LREM           | 2 648   | 1,71  | 24    | 0      | 0,00  | 0   | 24    | 0,85  | Nv            |  |  |  |
|       | Parti socialiste                     | PS             | 2 009   | 1,30  | 27    | 0      | 0,00  | 0   | 27    | 0,95  | 4             |  |  |  |
|       | Union des démocrates et indépendants | UDI            | 1 816   | 1,18  | 25    | 0      | 0,00  | 0   | 25    | 0,88  | 7             |  |  |  |
|       | Les Républicains                     | LR             | 816     | 0,53  | 27    | 0      | 0,00  | 0   | 27    | 0,95  | 8             |  |  |  |
|       | Parti communiste français            | COM            | 644     | 0,42  | 0     | 438    | 1,03  | 1   | 1     | 0,04  | 1             |  |  |  |
|       | Extrême gauche                       | EXG            | 420     | 0,27  | 0     | 0      | 0,00  | 0   | 0     | 0,00  | en stagnation |  |  |  |
|       | Parti radical de gauche              | RDG            | 338     | 0,22  | 0     | 0      | 0,00  | 0   | 0     | 0,00  | en stagnation |  |  |  |
|       | La France insoumise                  | LFI            | 137     | 0,09  | 0     | 0      | 0,00  | 0   | 0     | 0,00  | en stagnation |  |  |  |
|       | Sans étiquette                       | Sans étiquette | 41 487  | 26,87 | 1 554 | 1 078  | 2,55  | 19  | 1573  | 55,45 | Nv            |  |  |  |
|       |                                      |                |         |       |       |        |       |     |       |       |               |  |  |  |
| Total | Total                                | Total          | 154 408 | 100   | 2 552 | 42 340 | 100   | 285 | 2 837 | 100   | 156           |  |  |  |

### Résultats détaillés dans les communes de plus de2 000 habitants

#### Andrézieux-Bouthéon
- Maire sortant : Jean-Claude Schalk (DVD)
- 29 sièges à pourvoir au conseil municipal (population légale 2017 : 9 790 habitants)
- 2 sièges à pourvoir au conseil communautaire (Saint-Étienne Métropole)

| Tête de liste                           | Tête de liste            | Liste                    | Premier tour | Premier tour | Second tour | Second tour | Sièges | Sièges |
| Tête de liste                           | Tête de liste            | Liste                    | Voix         | %            | Voix        | %           | CM     | CC     |
| --------------------------------------- | ------------------------ | ------------------------ | ------------ | ------------ | ----------- | ----------- | ------ | ------ |
|                                         | François Driol           | DVD                      | 1 176        | 48,13        | 1 462       | 59,84       | 23     | 2      |
| Pour un autre envol                     |                          |                          | 1 176        | 48,13        | 1 462       | 59,84       | 23     | 2      |
|                                         | Jean-Marc Pangaud        | DVD-LC                   | 750          | 30,69        | 981         | 40,15       | 6      | 0      |
|                                         | Changeons de cap         |                          | 750          | 30,69        | 981         | 40,15       | 6      | 0      |
|                                         | Marcel Jacob             | DVD                      | 517          | 21,16        | 981         | 40,15       | 6      | 0      |
| Un nouvel élan pour Andrézieux-Bouthéon |                          |                          | 517          | 21,16        | 981         | 40,15       | 6      | 0      |
|                                         |                          |                          |              |              |             |             |        |        |
| Votes valides                           | Votes valides            | Votes valides            | 2 443        | 97,06        | 2 443       | 97,52       |        |        |
| Votes blancs                            | Votes blancs             | Votes blancs             | 38           | 1,51         | 37          | 1,48        |        |        |
| Votes nuls                              | Votes nuls               | Votes nuls               | 36           | 1,43         | 25          | 1,00        |        |        |
| Total                                   | Total                    | Total                    | 2 517        | 100          | 2 505       | 100         | 29     | 2      |
| Abstention                              | Abstention               | Abstention               | 3 730        | 59,71        | 3 753       | 59,97       |        |        |
| Inscrits / participation                | Inscrits / participation | Inscrits / participation | 6 247        | 40,29        | 6 258       | 40,03       |        |        |

#### Balbigny
- Maire sortant : Gilles Dupin (SE)
- 23 sièges à pourvoir au conseil municipal (population légale 2017 : 2 965 habitants)
- 3 sièges à pourvoir au conseil communautaire (CC de Forez-Est)

|                                                | Gilles Dupin             | SE                       | 510   | 53,01 | 18 | 2 |  |  |
| Ensemble vivons Balbigny                       |                          |                          | 510   | 53,01 | 18 | 2 |  |  |
|                                                | Catherine Palmier        | SE                       | 452   | 46,98 | 5  | 1 |  |  |
| Balbignois ensemble, une équipe à votre écoute |                          |                          | 452   | 46,98 | 5  | 1 |  |  |
|                                                |                          |                          |       |       |    |   |  |  |
| Votes valides                                  | Votes valides            | Votes valides            | 962   | 96,10 |    |   |  |  |
| Votes blancs                                   | Votes blancs             | Votes blancs             | 12    | 1,20  |    |   |  |  |
| Votes nuls                                     | Votes nuls               | Votes nuls               | 27    | 2,70  |    |   |  |  |
| Total                                          | Total                    | Total                    | 1 001 | 100   | 23 | 3 |  |  |
| Abstention                                     | Abstention               | Abstention               | 1 031 | 50,74 |    |   |  |  |
| Inscrits / participation                       | Inscrits / participation | Inscrits / participation | 2 032 | 49,26 |    |   |  |  |

#### Bellegarde-en-Forez
- Maire sortant : Jacques Laffont (DVG-SE)
- 19 sièges à pourvoir au conseil municipal (population légale 2017 : 2 004 habitants)
- 2 sièges à pourvoir au conseil communautaire (CC de Forez-Est)

|                                              | Jacques Laffont          | SE                       | 338   | 100,00 | 19 | 2 |  |  |
| Continuons ensemble pour Bellegarde-en-Forez |                          |                          | 338   | 100,00 | 19 | 2 |  |  |
|                                              |                          |                          |       |        |    |   |  |  |
| Votes valides                                | Votes valides            | Votes valides            | 338   | 88,02  |    |   |  |  |
| Votes blancs                                 | Votes blancs             | Votes blancs             | 3     | 0,78   |    |   |  |  |
| Votes nuls                                   | Votes nuls               | Votes nuls               | 43    | 11,20  |    |   |  |  |
| Total                                        | Total                    | Total                    | 384   | 100    | 19 | 2 |  |  |
| Abstention                                   | Abstention               | Abstention               | 977   | 71,79  |    |   |  |  |
| Inscrits / participation                     | Inscrits / participation | Inscrits / participation | 1 361 | 28,21  |    |   |  |  |

#### Boën-sur-Lignon
- Maire sortant : Pierre-Jean Rochette (DVD-SE)
- 23 sièges à pourvoir au conseil municipal (population légale 2017 : 3 309 habitants)
- 3 sièges à pourvoir au conseil communautaire (CA Loire Forez Agglomération)

|                          | Pierre-Jean Rochette     | SE (DVD)                 | 740   | 58,77 | 19 | 2 |  |  |
| Vivre bien, vivre à Boën |                          |                          | 740   | 58,77 | 19 | 2 |  |  |
|                          | Fabrice Rolland          | SE                       | 519   | 41,22 | 4  | 1 |  |  |
| Nous sommes Boën         |                          |                          | 519   | 41,22 | 4  | 1 |  |  |
|                          |                          |                          |       |       |    |   |  |  |
| Votes valides            | Votes valides            | Votes valides            | 1 259 | 97,52 |    |   |  |  |
| Votes blancs             | Votes blancs             | Votes blancs             | 18    | 1,39  |    |   |  |  |
| Votes nuls               | Votes nuls               | Votes nuls               | 14    | 1,08  |    |   |  |  |
| Total                    | Total                    | Total                    | 1 291 | 100   | 23 | 3 |  |  |
| Abstention               | Abstention               | Abstention               | 910   | 41,34 |    |   |  |  |
| Inscrits / participation | Inscrits / participation | Inscrits / participation | 2 201 | 58,66 |    |   |  |  |

#### Bonson
- Maire sortant : Joseph Deville (MoDem-SE)
- 27 sièges à pourvoir au conseil municipal (population légale 2017 : 3 889 habitants)
- 3 sièges à pourvoir au conseil communautaire (CA Loire Forez Agglomération)

|                                     | Joseph Deville           | DVD                      | 738   | 57,29 | 22 | 2 |  |  |
| Partageons l'avenir                 |                          |                          | 738   | 57,29 | 22 | 2 |  |  |
|                                     | Marcel Leroux            | DVC                      | 550   | 42,70 | 5  | 1 |  |  |
| Bonson à l'écoute, Bonson en action |                          |                          | 550   | 42,70 | 5  | 1 |  |  |
|                                     |                          |                          |       |       |    |   |  |  |
| Votes valides                       | Votes valides            | Votes valides            | 1 288 | 98,17 |    |   |  |  |
| Votes blancs                        | Votes blancs             | Votes blancs             | 7     | 0,53  |    |   |  |  |
| Votes nuls                          | Votes nuls               | Votes nuls               | 17    | 1,30  |    |   |  |  |
| Total                               | Total                    | Total                    | 1 312 | 100   | 27 | 3 |  |  |
| Abstention                          | Abstention               | Abstention               | 1 748 | 57,12 |    |   |  |  |
| Inscrits / participation            | Inscrits / participation | Inscrits / participation | 3 060 | 42,88 |    |   |  |  |

#### Bourg-Argental
- Maire sortant : Stéphane Heyraud (DVG)
- 23 sièges à pourvoir au conseil municipal (population légale 2017 : 2 922 habitants)
- 6 sièges à pourvoir au conseil communautaire (CC des Monts du Pilat)

|                               | Stéphane Heyraud         | SE (DVG)                 | 773   | 100,00 | 23 | 6 |  |  |
| Bourg-Argental nous rassemble |                          |                          | 773   | 100,00 | 23 | 6 |  |  |
|                               |                          |                          |       |        |    |   |  |  |
| Votes valides                 | Votes valides            | Votes valides            | 773   | 87,34  |    |   |  |  |
| Votes blancs                  | Votes blancs             | Votes blancs             | 43    | 4,86   |    |   |  |  |
| Votes nuls                    | Votes nuls               | Votes nuls               | 69    | 7,80   |    |   |  |  |
| Total                         | Total                    | Total                    | 885   | 100    | 23 | 6 |  |  |
| Abstention                    | Abstention               | Abstention               | 1 432 | 61,80  |    |   |  |  |
| Inscrits / participation      | Inscrits / participation | Inscrits / participation | 2 317 | 38,20  |    |   |  |  |

#### Charlieu
- Maire sortant : Bruno Berthelier (LREM-SE)
- 27 sièges à pourvoir au conseil municipal (population légale 2017 : 3 667 habitants)
- 6 sièges à pourvoir au conseil communautaire (CC Charlieu-Belmont Communauté)

|                               | Bruno Berthelier         | LREM                     | 779   | 66,80 | 23 | 5 |  |  |
| Avec vous pour Charlieu       |                          |                          | 779   | 66,80 | 23 | 5 |  |  |
|                               | Alain Valentin           | DVG                      | 387   | 33,19 | 4  | 1 |  |  |
| Ensemble, préparons l'avenir. |                          |                          | 387   | 33,19 | 4  | 1 |  |  |
|                               |                          |                          |       |       |    |   |  |  |
| Votes valides                 | Votes valides            | Votes valides            | 1 166 | 96,76 |    |   |  |  |
| Votes blancs                  | Votes blancs             | Votes blancs             | 17    | 1,41  |    |   |  |  |
| Votes nuls                    | Votes nuls               | Votes nuls               | 22    | 1,83  |    |   |  |  |
| Total                         | Total                    | Total                    | 1 205 | 100   | 27 | 6 |  |  |
| Abstention                    | Abstention               | Abstention               | 1 266 | 51,23 |    |   |  |  |
| Inscrits / participation      | Inscrits / participation | Inscrits / participation | 2 471 | 48,77 |    |   |  |  |

#### Chavanay
- Maire sortant : Patrick Métral (SE)
- 23 sièges à pourvoir au conseil municipal (population légale 2017 : 2 885 habitants)
- 5 sièges à pourvoir au conseil communautaire (CC du Pilat Rhodanien)

|                                      | Patrick Métral           | SE                       | 383   | 100,00 | 23 | 5 |  |  |
| Une équipe, un avenir, pour Chavanay |                          |                          | 383   | 100,00 | 23 | 5 |  |  |
|                                      |                          |                          |       |        |    |   |  |  |
| Votes valides                        | Votes valides            | Votes valides            | 383   | 83,08  |    |   |  |  |
| Votes blancs                         | Votes blancs             | Votes blancs             | 27    | 5,86   |    |   |  |  |
| Votes nuls                           | Votes nuls               | Votes nuls               | 51    | 11,06  |    |   |  |  |
| Total                                | Total                    | Total                    | 461   | 100    | 23 | 5 |  |  |
| Abstention                           | Abstention               | Abstention               | 1 602 | 77,65  |    |   |  |  |
| Inscrits / participation             | Inscrits / participation | Inscrits / participation | 2 063 | 22,35  |    |   |  |  |

#### Chazelles-sur-Lyon
- Maire sortant : Pierre Véricel (LR)
- 29 sièges à pourvoir au conseil municipal (population légale 2017 : 5 357 habitants)
- 5 sièges à pourvoir au conseil communautaire (CC de Forez-Est)

|                          | Pierre Véricel           | LR                       | 1 151 | 65,13 | 24 | 4 |  |  |
| Chazelles avec vous      |                          |                          | 1 151 | 65,13 | 24 | 4 |  |  |
|                          | Christian Blanchard      | DVG                      | 616   | 34,86 | 5  | 1 |  |  |
| Pour bien vivre ensemble |                          |                          | 616   | 34,86 | 5  | 1 |  |  |
|                          |                          |                          |       |       |    |   |  |  |
| Votes valides            | Votes valides            | Votes valides            | 1 767 | 97,79 |    |   |  |  |
| Votes blancs             | Votes blancs             | Votes blancs             | 13    | 0,72  |    |   |  |  |
| Votes nuls               | Votes nuls               | Votes nuls               | 27    | 1,49  |    |   |  |  |
| Total                    | Total                    | Total                    | 1 807 | 100   | 29 | 5 |  |  |
| Abstention               | Abstention               | Abstention               | 1 950 | 51,90 |    |   |  |  |
| Inscrits / participation | Inscrits / participation | Inscrits / participation | 3 757 | 48,10 |    |   |  |  |

#### Commelle-Vernay
- Maire sortant : Daniel Frechet (LR-SE)
- 23 sièges à pourvoir au conseil municipal (population légale 2017 : 2 955 habitants)
- 2 sièges à pourvoir au conseil communautaire (CA Roannais Agglomération)

|                            | Daniel Frechet           | SE(DVD)                  | 621   | 100,00 | 23 | 2 |  |  |
| Ensemble partageons demain |                          |                          | 621   | 100,00 | 23 | 2 |  |  |
|                            |                          |                          |       |        |    |   |  |  |
| Votes valides              | Votes valides            | Votes valides            | 621   | 88,59  |    |   |  |  |
| Votes blancs               | Votes blancs             | Votes blancs             | 22    | 3,14   |    |   |  |  |
| Votes nuls                 | Votes nuls               | Votes nuls               | 58    | 8,27   |    |   |  |  |
| Total                      | Total                    | Total                    | 701   | 100    | 23 | 2 |  |  |
| Abstention                 | Abstention               | Abstention               | 1 468 | 67,68  |    |   |  |  |
| Inscrits / participation   | Inscrits / participation | Inscrits / participation | 2 169 | 32,32  |    |   |  |  |

#### Feurs
- Maire sortant : Jean-Pierre Taite (LR)
- 29 sièges à pourvoir au conseil municipal (population légale 2017 : 8 173 habitants)
- 9 sièges à pourvoir au conseil communautaire (CC de Forez-Est)

|                          | Jean-Pierre Taite        | LR                       | 1 115 | 100,00 | 29 | 9 |  |  |
| Feurs en action          |                          |                          | 1 115 | 100,00 | 29 | 9 |  |  |
|                          |                          |                          |       |        |    |   |  |  |
| Votes valides            | Votes valides            | Votes valides            | 1 115 | 88,00  |    |   |  |  |
| Votes blancs             | Votes blancs             | Votes blancs             | 73    | 5,76   |    |   |  |  |
| Votes nuls               | Votes nuls               | Votes nuls               | 79    | 6,24   |    |   |  |  |
| Total                    | Total                    | Total                    | 1 267 | 100    | 29 | 9 |  |  |
| Abstention               | Abstention               | Abstention               | 4 190 | 76,78  |    |   |  |  |
| Inscrits / participation | Inscrits / participation | Inscrits / participation | 5 457 | 23,22  |    |   |  |  |

#### Firminy
- Maire sortant : Marc Petit (DVG)
- 33 sièges à pourvoir au conseil municipal (population légale 2017 : 17 135 habitants)
- 4 sièges à pourvoir au conseil communautaire (Saint-Étienne Métropole)

|                          |                          |                          |              |              |             |             |         |         |  |
| Tête de liste            | Tête de liste            | Liste                    | Premier tour | Premier tour | Second tour | Second tour | Sièges  | Sièges  |  |
| Tête de liste            | Tête de liste            | Liste                    | Voix         | %            | Voix        | %           | CM      | CC      |  |
|                          | Julien Luya              | LR                       | 1 465        | 35,44        | 2 382       | 53,45       | 26      | 3       |  |
| Union pour Firminy 2020  |                          |                          | 1 465        | 35,44        | 2 382       | 53,45       | 26      | 3       |  |
|                          | Marc Petit,              | DVG                      | 1 401        | 33,89        | 1 636       | 36,71       | 6       | 1       |  |
| Ensemble pour Firminy    |                          |                          | 1 401        | 33,89        | 1 636       | 36,71       | 6       | 1       |  |
|                          | Anne-Sophie Putot        | PCF-LFI-PS-G.s           | 644          | 15,58        | 438         | 9,82        | 1       | 0       |  |
| Firminy : L'élan citoyen |                          |                          | 644          | 15,58        | 438         | 9,82        | 1       | 0       |  |
|                          | Christian Bourbon        | LREM                     | 623          | 15,07        | Retrait     | Retrait     | Retrait | Retrait |  |
| Vivre mieux Firminy      |                          |                          | 623          | 15,07        | Retrait     | Retrait     | Retrait | Retrait |  |
|                          |                          |                          |              |              |             |             |         |         |  |
| Votes valides            | Votes valides            | Votes valides            | 4 133        | 97,18        | 4 456       | 97,40       |         |         |  |
| Votes blancs             | Votes blancs             | Votes blancs             | 57           | 1,34         | 62          | 1,36        |         |         |  |
| Votes nuls               | Votes nuls               | Votes nuls               | 63           | 1,48         | 57          | 1,25        |         |         |  |
| Total                    | Total                    | Total                    | 4 253        | 100          | 4 575       | 100         | 33      | 4       |  |
| Abstention               | Abstention               | Abstention               | 6 446        | 60,25        | 6 123       | 57,23       |         |         |  |
| Inscrits / participation | Inscrits / participation | Inscrits / participation | 10 699       | 39,75        | 10 698      | 42,77       |         |         |  |

#### Fraisses
- Maire sortant : Joseph Sotton (DVG)
- 27 sièges à pourvoir au conseil municipal (population légale 2017 : 3 723 habitants)
- 1 siège à pourvoir au conseil communautaire (Saint-Étienne Métropole)

|                                   | Christiane Barailler,    | DVG                      | 641   | 53,95 | 21 | 1 |  |  |
| Ensemble poursuivons notre action |                          |                          | 641   | 53,95 | 21 | 1 |  |  |
|                                   | Georges Kibler           | DIV                      | 381   | 32,07 | 4  | 0 |  |  |
| Fraisses 20-26 Réussir ensemble   |                          |                          | 381   | 32,07 | 4  | 0 |  |  |
|                                   | Christophe Bory          | DVC                      | 166   | 13,97 | 2  | 0 |  |  |
| Fraisses d'abord                  |                          |                          | 166   | 13,97 | 2  | 0 |  |  |
|                                   |                          |                          |       |       |    |   |  |  |
| Votes valides                     | Votes valides            | Votes valides            | 1 188 | 97,30 |    |   |  |  |
| Votes blancs                      | Votes blancs             | Votes blancs             | 21    | 1,72  |    |   |  |  |
| Votes nuls                        | Votes nuls               | Votes nuls               | 12    | 0,98  |    |   |  |  |
| Total                             | Total                    | Total                    | 1 221 | 100   | 27 | 1 |  |  |
| Abstention                        | Abstention               | Abstention               | 1 503 | 55,18 |    |   |  |  |
| Inscrits / participation          | Inscrits / participation | Inscrits / participation | 2 724 | 44,82 |    |   |  |  |

#### Genilac
- Maire sortant : Denis Barriol (UDI-DVD)
- 27 sièges à pourvoir au conseil municipal (population légale 2017 : 3 896 habitants)
- 1 siège à pourvoir au conseil communautaire (Saint-Étienne Métropole)

|                                    | Denis Barriol            | DVD                      | 766   | 64,15 | 22 | 1 |  |  |
| Genilac avance avec vous           |                          |                          | 766   | 64,15 | 22 | 1 |  |  |
|                                    | Jacqueline Marianelli    | DVD                      | 428   | 35,84 | 5  | 0 |  |  |
| Construisons notre avenir ensemble |                          |                          | 428   | 35,84 | 5  | 0 |  |  |
|                                    |                          |                          |       |       |    |   |  |  |
| Votes valides                      | Votes valides            | Votes valides            | 1 194 | 97,23 |    |   |  |  |
| Votes blancs                       | Votes blancs             | Votes blancs             | 21    | 1,71  |    |   |  |  |
| Votes nuls                         | Votes nuls               | Votes nuls               | 13    | 1,06  |    |   |  |  |
| Total                              | Total                    | Total                    | 1 228 | 100   | 27 | 1 |  |  |
| Abstention                         | Abstention               | Abstention               | 1 626 | 56,97 |    |   |  |  |
| Inscrits / participation           | Inscrits / participation | Inscrits / participation | 2 854 | 43,03 |    |   |  |  |

#### L'Étrat
- Maire sortant : Yves Morand (DVD)
- 23 sièges à pourvoir au conseil municipal (population légale 2017 : 2 531 habitants)
- 1 siège à pourvoir au conseil communautaire (Saint-Étienne Métropole)

|                                  | Yves Morand              | SE                       | 569   | 100,00 | 23 | 1 |  |  |
| Liste d'administration communale |                          |                          | 569   | 100,00 | 23 | 1 |  |  |
|                                  |                          |                          |       |        |    |   |  |  |
| Votes valides                    | Votes valides            | Votes valides            | 569   | 93,59  |    |   |  |  |
| Votes blancs                     | Votes blancs             | Votes blancs             | 9     | 1,48   |    |   |  |  |
| Votes nuls                       | Votes nuls               | Votes nuls               | 30    | 4,93   |    |   |  |  |
| Total                            | Total                    | Total                    | 608   | 100    | 23 | 1 |  |  |
| Abstention                       | Abstention               | Abstention               | 1 505 | 71,23  |    |   |  |  |
| Inscrits / participation         | Inscrits / participation | Inscrits / participation | 2 113 | 28,77  |    |   |  |  |

#### L'Horme
- Maire sortant : Enzo Viviani (DVD)
- 27 sièges à pourvoir au conseil municipal (population légale 2017 : 4 790 habitants)
- 2 sièges à pourvoir au conseil communautaire (Saint-Étienne Métropole)

|                          | Julien Vassal            | DIV                      | 484   | 50,73 | 21 | 2 |  |  |
| Fiers d'être L'Hormois   |                          |                          | 484   | 50,73 | 21 | 2 |  |  |
|                          | Enzo Viviani             | DVD                      | 470   | 49,26 | 6  | 0 |  |  |
| Bien vivre à L'Horme     |                          |                          | 470   | 49,26 | 6  | 0 |  |  |
|                          |                          |                          |       |       |    |   |  |  |
| Votes valides            | Votes valides            | Votes valides            | 954   | 97,15 |    |   |  |  |
| Votes blancs             | Votes blancs             | Votes blancs             | 15    | 1,53  |    |   |  |  |
| Votes nuls               | Votes nuls               | Votes nuls               | 13    | 1,32  |    |   |  |  |
| Total                    | Total                    | Total                    | 982   | 100   | 27 | 2 |  |  |
| Abstention               | Abstention               | Abstention               | 1 977 | 66,81 |    |   |  |  |
| Inscrits / participation | Inscrits / participation | Inscrits / participation | 2 959 | 33,19 |    |   |  |  |

#### La Fouillouse
- Maire sortant : Yves Partrat (DVD-LR)
- 27 sièges à pourvoir au conseil municipal (population légale 2017 : 4 501 habitants)
- 1 siège à pourvoir au conseil communautaire (Saint-Étienne Métropole)

|                                 | Patrick Bouchet,         | DVD                      | 851   | 64,56 | 23 | 1 |  |  |
| 2020, La Fouillouse de demain   |                          |                          | 851   | 64,56 | 23 | 1 |  |  |
|                                 | Richard Griffon          | DIV                      | 467   | 35,43 | 4  | 0 |  |  |
| Demain, La Fouillouse pour tous |                          |                          | 467   | 35,43 | 4  | 0 |  |  |
|                                 |                          |                          |       |       |    |   |  |  |
| Votes valides                   | Votes valides            | Votes valides            | 1 318 | 96,56 |    |   |  |  |
| Votes blancs                    | Votes blancs             | Votes blancs             | 30    | 2,20  |    |   |  |  |
| Votes nuls                      | Votes nuls               | Votes nuls               | 17    | 1,25  |    |   |  |  |
| Total                           | Total                    | Total                    | 1 365 | 100   | 27 | 1 |  |  |
| Abstention                      | Abstention               | Abstention               | 2 038 | 59,89 |    |   |  |  |
| Inscrits / participation        | Inscrits / participation | Inscrits / participation | 3 403 | 40,11 |    |   |  |  |

#### La Grand-Croix
- Maire sortant : Luc François (DVD)
- 29 sièges à pourvoir au conseil municipal (population légale 2017 : 5 136 habitants)
- 2 sièges à pourvoir au conseil communautaire (Saint-Étienne Métropole)

|                                     | Luc François             | DVD                      | 957   | 74,88 | 26 | 2 |  |  |
| Ensemble, construisons notre avenir |                          |                          | 957   | 74,88 | 26 | 2 |  |  |
|                                     | Michel Chatagnon         | DIV                      | 321   | 25,11 | 3  | 0 |  |  |
| Agir pour vous                      |                          |                          | 321   | 25,11 | 3  | 0 |  |  |
|                                     |                          |                          |       |       |    |   |  |  |
| Votes valides                       | Votes valides            | Votes valides            | 1 278 | 98,16 |    |   |  |  |
| Votes blancs                        | Votes blancs             | Votes blancs             | 13    | 1,00  |    |   |  |  |
| Votes nuls                          | Votes nuls               | Votes nuls               | 11    | 0,84  |    |   |  |  |
| Total                               | Total                    | Total                    | 1 302 | 100   | 29 | 2 |  |  |
| Abstention                          | Abstention               | Abstention               | 1 719 | 56,90 |    |   |  |  |
| Inscrits / participation            | Inscrits / participation | Inscrits / participation | 3 021 | 43,10 |    |   |  |  |

#### La Ricamarie
- Maire sortant : Cyrille Bonnefoy (PCF)
- 29 sièges à pourvoir au conseil municipal (population légale 2017 : 7 906 habitants)
- 2 sièges à pourvoir au conseil communautaire (Saint-Étienne Métropole)

| | Cyrille Bonnefoy         | PCF                      | 897   | 62,55 | 24 | 2 |  |  |
| Résolument tournée vers l'avenir, La Ricamarie, citoyenne, solidaire et écologiquement responsable. |                          |                          | 897   | 62,55 | 24 | 2 |  |  |
| | Jean-Marc Alexandre      | DVD                      | 537   | 37,44 | 5  | 0 |  |  |
| Ensemble changeons La Ricamarie                                                                     |                          |                          | 537   | 37,44 | 5  | 0 |  |  |
| |                          |                          |       |       |    |   |  |  |
| Votes valides                                                                                       | Votes valides            | Votes valides            | 1 434 | 97,29 |    |   |  |  |
| Votes blancs                                                                                        | Votes blancs             | Votes blancs             | 17    | 1,15  |    |   |  |  |
| Votes nuls                                                                                          | Votes nuls               | Votes nuls               | 23    | 1,56  |    |   |  |  |
| Total                                                                                               | Total                    | Total                    | 1 474 | 100   | 29 | 2 |  |  |
| Abstention                                                                                          | Abstention               | Abstention               | 2 718 | 64,84 |    |   |  |  |
| Inscrits / participation                                                                            | Inscrits / participation | Inscrits / participation | 4 192 | 35,16 |    |   |  |  |

#### La Talaudière
- Maire sortante : Ramona Gonzalez-Grail (PS)
- 29 sièges à pourvoir au conseil municipal (population légale 2017 : 6 860 habitants)
- 2 sièges à pourvoir au conseil communautaire (Saint-Étienne Métropole)

|                                                                          |                          |                          |              |              |        |        |  |  |  |
| Tête de liste                                                            | Tête de liste            | Liste                    | Premier tour | Premier tour | Sièges | Sièges |  |  |  |
| Tête de liste                                                            | Tête de liste            | Liste                    | Voix         | %            | CM     | CC     |  |  |  |
|                                                                          | Ramona Gonzalez-Grail    | PS                       | 1 176        | 58,16        | 23     | 2      |  |  |  |
| Liste d'union pour une gestion démocratique, sociale et environnementale |                          |                          | 1 176        | 58,16        | 23     | 2      |  |  |  |
|                                                                          | Jean-François Rey        | DVD                      | 846          | 41,83        | 6      | 0      |  |  |  |
| La Talaudière, l'esprit village                                          |                          |                          | 846          | 41,83        | 6      | 0      |  |  |  |
|                                                                          |                          |                          |              |              |        |        |  |  |  |
| Votes valides                                                            | Votes valides            | Votes valides            | 2 022        | 98,06        |        |        |  |  |  |
| Votes blancs                                                             | Votes blancs             | Votes blancs             | 24           | 1,16         |        |        |  |  |  |
| Votes nuls                                                               | Votes nuls               | Votes nuls               | 16           | 0,78         |        |        |  |  |  |
| Total                                                                    | Total                    | Total                    | 2 062        | 100          | 29     | 2      |  |  |  |
| Abstention                                                               | Abstention               | Abstention               | 2 414        | 53,93        |        |        |  |  |  |
| Inscrits / participation                                                 | Inscrits / participation | Inscrits / participation | 4 476        | 46,07        |        |        |  |  |  |

#### Le Chambon-Feugerolles
- Maire sortant : Jean-François Barnier (UDI)
- 33 sièges à pourvoir au conseil municipal (population légale 2017 : 12 317 habitants)
- 3 sièges à pourvoir au conseil communautaire (Saint-Étienne Métropole)

|                          | David Fara,              | DVD                      | 1 405 | 100,00 | 33 | 3 |  |  |
| Avenir du Chambon        |                          |                          | 1 405 | 100,00 | 33 | 3 |  |  |
|                          |                          |                          |       |        |    |   |  |  |
| Votes valides            | Votes valides            | Votes valides            | 1 405 | 86,89  |    |   |  |  |
| Votes blancs             | Votes blancs             | Votes blancs             | 89    | 5,50   |    |   |  |  |
| Votes nuls               | Votes nuls               | Votes nuls               | 123   | 7,61   |    |   |  |  |
| Total                    | Total                    | Total                    | 1 617 | 100    | 33 | 3 |  |  |
| Abstention               | Abstention               | Abstention               | 5 995 | 78,76  |    |   |  |  |
| Inscrits / participation | Inscrits / participation | Inscrits / participation | 7 612 | 21,24  |    |   |  |  |

#### Le Coteau
- Maire sortant : Jean-Louis Desbenoit (DVD)
- 29 sièges à pourvoir au conseil municipal (population légale 2017 : 6 872 habitants)
- 5 sièges à pourvoir au conseil communautaire (CA Roannais Agglomération)

|                                     | Sandra Creuzet           | DVD                      | 1 210 | 57,21 | 24 | 5 |  |  |
| Le Coteau, en action tous ensemble  |                          |                          | 1 210 | 57,21 | 24 | 5 |  |  |
|                                     | Jean-Louis Desbenoit     | DVD                      | 507   | 23,97 | 3  | 0 |  |  |
| Unis pour les Costellois            |                          |                          | 507   | 23,97 | 3  | 0 |  |  |
|                                     | Bernard Gabert           | DVD                      | 398   | 18,81 | 2  | 0 |  |  |
| Le Coteau Nous l'aimons, agissons ! |                          |                          | 398   | 18,81 | 2  | 0 |  |  |
|                                     |                          |                          |       |       |    |   |  |  |
| Votes valides                       | Votes valides            | Votes valides            | 2 115 | 96,66 |    |   |  |  |
| Votes blancs                        | Votes blancs             | Votes blancs             | 42    | 1,92  |    |   |  |  |
| Votes nuls                          | Votes nuls               | Votes nuls               | 31    | 1,42  |    |   |  |  |
| Total                               | Total                    | Total                    | 2 188 | 100   | 29 | 5 |  |  |
| Abstention                          | Abstention               | Abstention               | 2 683 | 55,08 |    |   |  |  |
| Inscrits / participation            | Inscrits / participation | Inscrits / participation | 4 871 | 44,92 |    |   |  |  |

#### Lorette
- Maire sortant : Gérard Tardy (DVD-SE- apparenté DLF)
- 27 sièges à pourvoir au conseil municipal (population légale 2017 : 4 700 habitants)
- 2 sièges à pourvoir au conseil communautaire (Saint-Étienne Métropole)

|                          | Gérard Tardy             | DVD                      | 1 013 | 75,76 | 24 | 2 |  |  |
| Alliance pour Lorette    |                          |                          | 1 013 | 75,76 | 24 | 2 |  |  |
|                          | Amelle Gassa             | DVG                      | 324   | 24,23 | 3  | 0 |  |  |
| Lorette citoyenne        |                          |                          | 324   | 24,23 | 3  | 0 |  |  |
|                          |                          |                          |       |       |    |   |  |  |
| Votes valides            | Votes valides            | Votes valides            | 1 337 | 97,45 |    |   |  |  |
| Votes blancs             | Votes blancs             | Votes blancs             | 20    | 1,46  |    |   |  |  |
| Votes nuls               | Votes nuls               | Votes nuls               | 15    | 1,09  |    |   |  |  |
| Total                    | Total                    | Total                    | 1 372 | 100   | 27 | 2 |  |  |
| Abstention               | Abstention               | Abstention               | 1 627 | 54,25 |    |   |  |  |
| Inscrits / participation | Inscrits / participation | Inscrits / participation | 2 999 | 45,75 |    |   |  |  |

#### Mably
- Maire sortant : Jean-Jacques Ladet (PS-DVG)
- 29 sièges à pourvoir au conseil municipal (population légale 2017 : 7 605 habitants)
- 5 sièges à pourvoir au conseil communautaire (CA Roannais Agglomération)

|                                          | Éric Peyron              | DVG                      | 1 089 | 63,16 | 24 | 5 |  |  |
| Construisons ensemble le Mably de demain |                          |                          | 1 089 | 63,16 | 24 | 5 |  |  |
|                                          | Jean-Pierre Barbier      | DVD                      | 369   | 21,40 | 3  | 0 |  |  |
| Un nouvel avenir pour Mably              |                          |                          | 369   | 21,40 | 3  | 0 |  |  |
|                                          | Bruno Barriquand         | EELV                     | 266   | 15,42 | 2  | 0 |  |  |
| Bien Vivre à Mably                       |                          |                          | 266   | 15,42 | 2  | 0 |  |  |
|                                          |                          |                          |       |       |    |   |  |  |
| Votes valides                            | Votes valides            | Votes valides            | 1 724 | 94,73 |    |   |  |  |
| Votes blancs                             | Votes blancs             | Votes blancs             | 40    | 2,20  |    |   |  |  |
| Votes nuls                               | Votes nuls               | Votes nuls               | 56    | 3,08  |    |   |  |  |
| Total                                    | Total                    | Total                    | 1 820 | 100   | 29 | 5 |  |  |
| Abstention                               | Abstention               | Abstention               | 3 578 | 66,28 |    |   |  |  |
| Inscrits / participation                 | Inscrits / participation | Inscrits / participation | 5 398 | 33,72 |    |   |  |  |

#### Montbrison
- Maire sortant : Christophe Bazile (DVD)
- 33 sièges à pourvoir au conseil municipal (population légale 2017 : 15 641 habitants)
- 14 sièges à pourvoir au conseil communautaire (CA Loire Forez Agglomération)

|                                    | Christophe Bazile        | DVD                      | 2 870  | 75,72 | 29 | 13 |  |  |
| Réussir l'avenir ensemble          |                          |                          | 2 870  | 75,72 | 29 | 13 |  |  |
|                                    | Jean-Marc Dufix          | DVG                      | 920    | 24,27 | 4  | 1  |  |  |
| Montbrison une transition partagée |                          |                          | 920    | 24,27 | 4  | 1  |  |  |
|                                    |                          |                          |        |       |    |    |  |  |
| Votes valides                      | Votes valides            | Votes valides            | 3 790  | 98,03 |    |    |  |  |
| Votes blancs                       | Votes blancs             | Votes blancs             | 30     | 0,78  |    |    |  |  |
| Votes nuls                         | Votes nuls               | Votes nuls               | 46     | 1,19  |    |    |  |  |
| Total                              | Total                    | Total                    | 3 866  | 100   | 33 | 14 |  |  |
| Abstention                         | Abstention               | Abstention               | 7 039  | 64,55 |    |    |  |  |
| Inscrits / participation           | Inscrits / participation | Inscrits / participation | 10 905 | 35,45 |    |    |  |  |

#### Montrond-les-Bains
- Maire sortant : Claude Giraud (DVD-SE)
- 29 sièges à pourvoir au conseil municipal (population légale 2017 : 5 302 habitants)
- 5 sièges à pourvoir au conseil communautaire (CC de Forez-Est)

|                                                       | Serge Percet             | DVD                      | 936   | 62,40 | 24 | 4 |  |  |
| Montrond-les-Bains ensemble, le quotidien et l'avenir |                          |                          | 936   | 62,40 | 24 | 4 |  |  |
|                                                       | Philippe Mikhailoff      | DVD                      | 564   | 37,60 | 5  | 1 |  |  |
| Partageons une nouvelle dynamique                     |                          |                          | 564   | 37,60 | 5  | 1 |  |  |
|                                                       |                          |                          |       |       |    |   |  |  |
| Votes valides                                         | Votes valides            | Votes valides            | 1 500 | 94,52 |    |   |  |  |
| Votes blancs                                          | Votes blancs             | Votes blancs             | 7     | 0,44  |    |   |  |  |
| Votes nuls                                            | Votes nuls               | Votes nuls               | 80    | 5,04  |    |   |  |  |
| Total                                                 | Total                    | Total                    | 1 587 | 100   | 29 | 5 |  |  |
| Abstention                                            | Abstention               | Abstention               | 2 478 | 60,96 |    |   |  |  |
| Inscrits / participation                              | Inscrits / participation | Inscrits / participation | 4 065 | 39,04 |    |   |  |  |

#### Panissières
- Maire sortant : Christian Mollard (SE)
- 23 sièges à pourvoir au conseil municipal (population légale 2017 : 2 929 habitants)
- 3 sièges à pourvoir au conseil communautaire (CC de Forez-Est)

|                           | Christian Mollard        | SE                       | 635   | 100,00 | 23 | 3 |  |  |
| Ensemble pour Panissières |                          |                          | 635   | 100,00 | 23 | 3 |  |  |
|                           |                          |                          |       |        |    |   |  |  |
| Votes valides             | Votes valides            | Votes valides            | 635   | 86,75  |    |   |  |  |
| Votes blancs              | Votes blancs             | Votes blancs             | 24    | 3,28   |    |   |  |  |
| Votes nuls                | Votes nuls               | Votes nuls               | 73    | 9,97   |    |   |  |  |
| Total                     | Total                    | Total                    | 732   | 100    | 23 | 3 |  |  |
| Abstention                | Abstention               | Abstention               | 1 500 | 67,20  |    |   |  |  |
| Inscrits / participation  | Inscrits / participation | Inscrits / participation | 2 232 | 32,80  |    |   |  |  |

#### Pélussin
- Maire sortant : Georges Bonnard (DVD)
- 27 sièges à pourvoir au conseil municipal (population légale 2017 : 3 765 habitants)
- 7 sièges à pourvoir au conseil communautaire (CC du Pilat Rhodanien)

| Tête de liste                  | Tête de liste            | Liste                    | Premier tour | Premier tour | Second tour | Second tour | Sièges | Sièges |
| Tête de liste                  | Tête de liste            | Liste                    | Voix         | %            | Voix        | %           | CM     | CC     |
| ------------------------------ | ------------------------ | ------------------------ | ------------ | ------------ | ----------- | ----------- | ------ | ------ |
|                                | Michel Dévrieux          | DIV                      | 488          | 34,36        | 543         | 35,32       | 19     | 5      |
| La belle démocratie à Pélussin |                          |                          | 488          | 34,36        | 543         | 35,32       | 19     | 5      |
|                                | Corinne Koertge          | DVD                      | 469          | 33,02        | 539         | 35,06       | 4      | 1      |
| Partageons demain avec vous    |                          |                          | 469          | 33,02        | 539         | 35,06       | 4      | 1      |
|                                | Dominique Chavagneux     | DVD                      | 463          | 32,60        | 455         | 29,60       | 4      | 1      |
| Vivre ensemble Pélussin        |                          |                          | 463          | 32,60        | 455         | 29,60       | 4      | 1      |
|                                |                          |                          |              |              |             |             |        |        |
| Votes valides                  | Votes valides            | Votes valides            | 1 420        | 96,80        | 1 537       | 98,34       |        |        |
| Votes blancs                   | Votes blancs             | Votes blancs             | 16           | 1,09         | 2           | 0,13        |        |        |
| Votes nuls                     | Votes nuls               | Votes nuls               | 31           | 2,11         | 24          | 1,54        |        |        |
| Total                          | Total                    | Total                    | 1 467        | 100          | 1 563       | 100         | 27     | 7      |
| Abstention                     | Abstention               | Abstention               | 1 413        | 49,06        | 1 328       | 45,94       |        |        |
| Inscrits / participation       | Inscrits / participation | Inscrits / participation | 2 880        | 50,94        | 2 891       | 54,06       |        |        |

#### Perreux
- Maire sortant : Jean Yves Boire (SE)
- 19 sièges à pourvoir au conseil municipal (population légale 2017 : 2 114 habitants)
- 1 siège à pourvoir au conseil communautaire (CA Roannais Agglomération)

|                                   | Jean Yves Boire          | SE                       | 463   | 100,00 | 19 | 1 |  |  |
| Pour Perreux poursuivons ensemble |                          |                          | 463   | 100,00 | 19 | 1 |  |  |
|                                   |                          |                          |       |        |    |   |  |  |
| Votes valides                     | Votes valides            | Votes valides            | 463   | 88,36  |    |   |  |  |
| Votes blancs                      | Votes blancs             | Votes blancs             | 2     | 0,38   |    |   |  |  |
| Votes nuls                        | Votes nuls               | Votes nuls               | 59    | 11,26  |    |   |  |  |
| Total                             | Total                    | Total                    | 524   | 100    | 19 | 1 |  |  |
| Abstention                        | Abstention               | Abstention               | 1 075 | 67,23  |    |   |  |  |
| Inscrits / participation          | Inscrits / participation | Inscrits / participation | 1 599 | 32,77  |    |   |  |  |

#### Pouilly-les-Nonains
- Maire sortant : Bernard Thivend (SE)
- 19 sièges à pourvoir au conseil municipal (population légale 2017 : 2 123 habitants)
- 1 siège à pourvoir au conseil communautaire (CA Roannais Agglomération)

|                             | Éric Martin              | SE                       | 488   | 100,00 | 19 | 1 |  |  |
| Continuons Pouilly ensemble |                          |                          | 488   | 100,00 | 19 | 1 |  |  |
|                             |                          |                          |       |        |    |   |  |  |
| Votes valides               | Votes valides            | Votes valides            | 488   | 92,25  |    |   |  |  |
| Votes blancs                | Votes blancs             | Votes blancs             | 12    | 2,27   |    |   |  |  |
| Votes nuls                  | Votes nuls               | Votes nuls               | 29    | 5,48   |    |   |  |  |
| Total                       | Total                    | Total                    | 529   | 100    | 19 | 1 |  |  |
| Abstention                  | Abstention               | Abstention               | 941   | 64,01  |    |   |  |  |
| Inscrits / participation    | Inscrits / participation | Inscrits / participation | 1 470 | 35,99  |    |   |  |  |

#### Pouilly-sous-Charlieu
- Maire sortant : Philippe Jarsaillon (SE)
- 19 sièges à pourvoir au conseil municipal (population légale 2017 : 2 471 habitants)
- 4 sièges à pourvoir au conseil communautaire (CC Charlieu-Belmont Communauté)

|                          | Philippe Jarsaillon      | SE                       | 498   | 100,00 | 19 | 4 |  |  |
| Pour Pouilly continuons  |                          |                          | 498   | 100,00 | 19 | 4 |  |  |
|                          |                          |                          |       |        |    |   |  |  |
| Votes valides            | Votes valides            | Votes valides            | 498   | 88,77  |    |   |  |  |
| Votes blancs             | Votes blancs             | Votes blancs             | 37    | 6,60   |    |   |  |  |
| Votes nuls               | Votes nuls               | Votes nuls               | 26    | 4,63   |    |   |  |  |
| Total                    | Total                    | Total                    | 561   | 100    | 19 | 4 |  |  |
| Abstention               | Abstention               | Abstention               | 1 365 | 70,87  |    |   |  |  |
| Inscrits / participation | Inscrits / participation | Inscrits / participation | 1 926 | 29,13  |    |   |  |  |

#### Renaison
- Maire sortant : Jacques Thirouin (SE)
- 23 sièges à pourvoir au conseil municipal (population légale 2017 : 3 143 habitants)
- 2 sièges à pourvoir au conseil communautaire (CA Roannais Agglomération)

|                                        | Antoine Vermorel-Marques | LR                       | 700   | 100,00 | 23 | 2 |  |  |
| Une équipe au service de notre village |                          |                          | 700   | 100,00 | 23 | 2 |  |  |
|                                        |                          |                          |       |        |    |   |  |  |
| Votes valides                          | Votes valides            | Votes valides            | 700   | 82,64  |    |   |  |  |
| Votes blancs                           | Votes blancs             | Votes blancs             | 36    | 4,25   |    |   |  |  |
| Votes nuls                             | Votes nuls               | Votes nuls               | 111   | 13,11  |    |   |  |  |
| Total                                  | Total                    | Total                    | 847   | 100    | 23 | 2 |  |  |
| Abstention                             | Abstention               | Abstention               | 1 714 | 66,93  |    |   |  |  |
| Inscrits / participation               | Inscrits / participation | Inscrits / participation | 2 561 | 33,07  |    |   |  |  |

Comme cela avait été annoncé par la liste pendant la campagne, le numéro 3, Laurent Beluze, a été élu maire de Renaison par le conseil municipal le 23 mai 2020. Ce dernier ne siégeant pas à Roannais agglomération, Antoine Vermorel-Marques devint vice-président de l'agglomération roannaise.

#### Riorges
- Maire sortant : Jean-Luc Chervin (PS)
- 33 sièges à pourvoir au conseil municipal (population légale 2017 : 10 774 habitants)
- 7 sièges à pourvoir au conseil communautaire (CA Roannais Agglomération)

|                                                        | Jean-Luc Chervin         | PS                       | 2 009 | 61,89 | 27 | 6 |  |  |
| Riorges. L'avenir, naturellement avec Jean-Luc Chervin |                          |                          | 2 009 | 61,89 | 27 | 6 |  |  |
|                                                        | Jean-Marc Detour         | DVD                      | 1 237 | 38,10 | 6  | 1 |  |  |
| Riorges 2020 Construisons notre @venir                 |                          |                          | 1 237 | 38,10 | 6  | 1 |  |  |
|                                                        |                          |                          |       |       |    |   |  |  |
| Votes valides                                          | Votes valides            | Votes valides            | 3 246 | 97,48 |    |   |  |  |
| Votes blancs                                           | Votes blancs             | Votes blancs             | 42    | 1,26  |    |   |  |  |
| Votes nuls                                             | Votes nuls               | Votes nuls               | 42    | 1,26  |    |   |  |  |
| Total                                                  | Total                    | Total                    | 3 330 | 100   | 33 | 7 |  |  |
| Abstention                                             | Abstention               | Abstention               | 4 812 | 59,10 |    |   |  |  |
| Inscrits / participation                               | Inscrits / participation | Inscrits / participation | 8 142 | 40,90 |    |   |  |  |

#### Rive-de-Gier
- Maire sortant : Jean-Claude Charvin (DVD)
- 33 sièges à pourvoir au conseil municipal (population légale 2017 : 15 184 habitants)
- 3 sièges à pourvoir au conseil communautaire (Saint-Étienne Métropole)

| Tête de liste                  | Tête de liste            | Liste                    | Premier tour | Premier tour | Second tour | Second tour | Sièges | Sièges |
| Tête de liste                  | Tête de liste            | Liste                    | Voix         | %            | Voix        | %           | CM     | CC     |
| ------------------------------ | ------------------------ | ------------------------ | ------------ | ------------ | ----------- | ----------- | ------ | ------ |
|                                | Vincent Bony             | DVG (PCF)                | 1 109        | 38,07        | 1 429       | 44,62       | 24     | 2      |
| Rive de Gier demain            |                          |                          | 1 109        | 38,07        | 1 429       | 44,62       | 24     | 2      |
|                                | Jean-Claude Charvin      | DVD (LR)                 | 928          | 31,85        | 1 299       | 40,56       | 7      | 1      |
| Rive de Gier, gardons le cap ! |                          |                          | 928          | 31,85        | 1 299       | 40,56       | 7      | 1      |
|                                | Jean-Pierre Granata      | DVC                      | 411          | 14,10        | 474         | 14,80       | 2      | 0      |
| Rive de Gier autrement         |                          |                          | 411          | 14,10        | 474         | 14,80       | 2      | 0      |
|                                | Gérard Octroy            | DVD                      | 465          | 15,96        | 474         | 14,80       | 2      | 0      |
| Rive de Gier évidemment        |                          |                          | 465          | 15,96        | 474         | 14,80       | 2      | 0      |
|                                |                          |                          |              |              |             |             |        |        |
| Votes valides                  | Votes valides            | Votes valides            | 2 913        | 97,65        | 3 202       | 98,19       |        |        |
| Votes blancs                   | Votes blancs             | Votes blancs             | 27           | 0,91         | 26          | 0,80        |        |        |
| Votes nuls                     | Votes nuls               | Votes nuls               | 43           | 1,44         | 33          | 1,01        |        |        |
| Total                          | Total                    | Total                    | 2 983        | 100          | 3 261       | 100         | 33     | 3      |
| Abstention                     | Abstention               | Abstention               | 5 403        | 64,43        | 5 133       | 61,15       |        |        |
| Inscrits / participation       | Inscrits / participation | Inscrits / participation | 8 386        | 35,57        | 8 394       | 38,85       |        |        |

#### Roanne
- Maire sortant : Yves Nicolin (LR)
- 39 sièges à pourvoir au conseil municipal (population légale 2017 : 34 366 habitants)
- 26 sièges à pourvoir au conseil communautaire (CA Roannais Agglomération)

|                          |                          |                                         |              |              |        |        |  |  |  |
| Tête de liste            | Tête de liste            | Liste                                   | Premier tour | Premier tour | Sièges | Sièges |  |  |  |
| Tête de liste            | Tête de liste            | Liste                                   | Voix         | %            | CM     | CC     |  |  |  |
|                          | Yves Nicolin             | DVD (LR-LC)                             | 4 048        | 59,04        | 32     | 22     |  |  |  |
| Roanne passionnément     |                          |                                         | 4 048        | 59,04        | 32     | 22     |  |  |  |
|                          | Franck Beysson           | DVG (Collectif 88%, sout. LFI-EELV-PCF) | 1 207        | 17,60        | 3      | 2      |  |  |  |
| Collectif 88 %           |                          |                                         | 1 207        | 17,60        | 3      | 2      |  |  |  |
|                          | Brigitte Dumoulin        | DVG (PS-G.s)                            | 1 194        | 17,41        | 3      | 2      |  |  |  |
| À gauche pour Roanne     |                          |                                         | 1 194        | 17,41        | 3      | 2      |  |  |  |
|                          | Andrea Iacovella         | LREM                                    | 407          | 5,93         | 1      | 0      |  |  |  |
| Réussir Roanne ensemble  |                          |                                         | 407          | 5,93         | 1      | 0      |  |  |  |
|                          |                          |                                         |              |              |        |        |  |  |  |
| Votes valides            | Votes valides            | Votes valides                           | 6 856        | 96,74        |        |        |  |  |  |
| Votes blancs             | Votes blancs             | Votes blancs                            | 125          | 1,76         |        |        |  |  |  |
| Votes nuls               | Votes nuls               | Votes nuls                              | 106          | 1,50         |        |        |  |  |  |
| Total                    | Total                    | Total                                   | 7 087        | 100          | 39     | 26     |  |  |  |
| Abstention               | Abstention               | Abstention                              | 13 453       | 65,50        |        |        |  |  |  |
| Inscrits / participation | Inscrits / participation | Inscrits / participation                | 20 540       | 34,50        |        |        |  |  |  |

#### Roche-la-Molière
- Maire sortant : Éric Berlivet (UDI-Agir)
- 29 sièges à pourvoir au conseil municipal (population légale 2017 : 9 697 habitants)
- 2 sièges à pourvoir au conseil communautaire (Saint-Étienne Métropole)

|                                           | Éric Berlivet            | UDI-Agir                 | 1 816 | 56,45 | 25 | 2 |  |  |
| Naturellement Roche la Molière            |                          |                          | 1 816 | 56,45 | 25 | 2 |  |  |
|                                           | Hélène Favard-Wander     | DVG                      | 539   | 16,75 | 2  | 0 |  |  |
| Ensemble s'unir pour Roche                |                          |                          | 539   | 16,75 | 2  | 0 |  |  |
|                                           | Olivier Brouilloux       | DVG                      | 530   | 16,47 | 2  | 0 |  |  |
| Roche autrement                           |                          |                          | 530   | 16,47 | 2  | 0 |  |  |
|                                           | Patricia Portafaix       | DIV                      | 178   | 5,53  | 0  | 0 |  |  |
| Réussir l'avenir ensemble                 |                          |                          | 178   | 5,53  | 0  | 0 |  |  |
|                                           | Annie Clément            | LREM                     | 154   | 4,78  | 0  | 0 |  |  |
| L'atelier participatif avec Annie Clément |                          |                          | 154   | 4,78  | 0  | 0 |  |  |
|                                           |                          |                          |       |       |    |   |  |  |
| Votes valides                             | Votes valides            | Votes valides            | 3 217 | 98,32 |    |   |  |  |
| Votes blancs                              | Votes blancs             | Votes blancs             | 23    | 0,70  |    |   |  |  |
| Votes nuls                                | Votes nuls               | Votes nuls               | 32    | 0,98  |    |   |  |  |
| Total                                     | Total                    | Total                    | 3 272 | 100   | 29 | 2 |  |  |
| Abstention                                | Abstention               | Abstention               | 4 426 | 57,50 |    |   |  |  |
| Inscrits / participation                  | Inscrits / participation | Inscrits / participation | 7 698 | 42,50 |    |   |  |  |

#### Saint-Chamond
- Maire sortant : Hervé Reynaud (DVD-LR)
- 39 sièges à pourvoir au conseil municipal (population légale 2017 : 34 967 habitants)
- 8 sièges à pourvoir au conseil communautaire (Saint-Étienne Métropole)

|                                                          |                           |                          |              |              |        |        |  |  |  |
| Tête de liste                                            | Tête de liste             | Liste                    | Premier tour | Premier tour | Sièges | Sièges |  |  |  |
| Tête de liste                                            | Tête de liste             | Liste                    | Voix         | %            | CM     | CC     |  |  |  |
|                                                          | Hervé Reynaud             | DVD (LR-LC)              | 4 195        | 58,91        | 33     | 8      |  |  |  |
| Ensemble pour Saint-Chamond                              |                           |                          | 4 195        | 58,91        | 33     | 8      |  |  |  |
|                                                          | Stéphane Valette          | DVG (PS)                 | 962          | 13,51        | 2      | 0      |  |  |  |
| Saint-Chamond pour tous 2020                             |                           |                          | 962          | 13,51        | 2      | 0      |  |  |  |
|                                                          | Isabelle Surply           | RN                       | 926          | 13,00        | 2      | 0      |  |  |  |
| Saint-Chamond, c'est vous !                              |                           |                          | 926          | 13,00        | 2      | 0      |  |  |  |
|                                                          | Patricia Simonin Chaillot | EELV                     | 774          | 10,87        | 2      | 0      |  |  |  |
| L'écologie pour Saint-Chamond                            |                           |                          | 774          | 10,87        | 2      | 0      |  |  |  |
|                                                          | Louis Caillon             | LFI                      | 137          | 1,92         | 0      | 0      |  |  |  |
| Liste citoyenne insoumise ouverte                        |                           |                          | 137          | 1,92         | 0      | 0      |  |  |  |
|                                                          | André Moulin              | EXG (LO)                 | 126          | 1,76         | 0      | 0      |  |  |  |
| Lutte ouvrière - Faire entendre le camp des travailleurs |                           |                          | 126          | 1,76         | 0      | 0      |  |  |  |
|                                                          |                           |                          |              |              |        |        |  |  |  |
| Votes valides                                            | Votes valides             | Votes valides            | 7 120        | 98,56        |        |        |  |  |  |
| Votes blancs                                             | Votes blancs              | Votes blancs             | 104          | 1,44         |        |        |  |  |  |
| Votes nuls                                               | Votes nuls                | Votes nuls               | 0            | 0,00         |        |        |  |  |  |
| Total                                                    | Total                     | Total                    | 7 224        | 100          | 39     | 8      |  |  |  |
| Abstention                                               | Abstention                | Abstention               | 16 109       | 69,04        |        |        |  |  |  |
| Inscrits / participation                                 | Inscrits / participation  | Inscrits / participation | 23 333       | 30,96        |        |        |  |  |  |

#### Saint-Cyprien
- Maire sortant : Marc Archer (SE)
- 19 sièges à pourvoir au conseil municipal (population légale 2017 : 2 485 habitants)
- 2 sièges à pourvoir au conseil communautaire (CA Loire Forez Agglomération)

| Tête de liste                        | Tête de liste            | Liste                    | Premier tour | Premier tour | Second tour | Second tour | Sièges | Sièges |
| Tête de liste                        | Tête de liste            | Liste                    | Voix         | %            | Voix        | %           | CM     | CC     |
| ------------------------------------ | ------------------------ | ------------------------ | ------------ | ------------ | ----------- | ----------- | ------ | ------ |
|                                      | Marc Archer              | SE                       | 374          | 38,35        | 564         | 52,31       | 15     | 2      |
| Ensemble, réussir Saint-Cyprien      |                          |                          | 374          | 38,35        | 564         | 52,31       | 15     | 2      |
|                                      | Laurent Caruana          | SE                       | 217          | 22,25        | 564         | 52,31       | 15     | 2      |
| Saint Cyprien, une passion pour tous |                          |                          | 217          | 22,25        | 564         | 52,31       | 15     | 2      |
|                                      | Béatrice Blanco          | SE                       | 384          | 39,38        | 514         | 47,68       | 4      | 0      |
| Notre, Priorité, c'est Saint-Cyprien |                          |                          | 384          | 39,38        | 514         | 47,68       | 4      | 0      |
|                                      |                          |                          |              |              |             |             |        |        |
| Votes valides                        | Votes valides            | Votes valides            | 975          | 97,99        | 1 078       | 97,56       |        |        |
| Votes blancs                         | Votes blancs             | Votes blancs             | 11           | 1,11         | 14          | 1,27        |        |        |
| Votes nuls                           | Votes nuls               | Votes nuls               | 9            | 0,90         | 13          | 1,18        |        |        |
| Total                                | Total                    | Total                    | 995          | 100          | 1 105       | 100         | 19     | 2      |
| Abstention                           | Abstention               | Abstention               | 834          | 45,60        | 721         | 39,49       |        |        |
| Inscrits / participation             | Inscrits / participation | Inscrits / participation | 1 829        | 54,40        | 1 826       | 60,51       |        |        |

#### Saint-Étienne
- Maire sortant : Gaël Perdriau (LR)
- 59 sièges à pourvoir au conseil municipal (population légale 2017 : 172 565 habitants)
- 42 sièges à pourvoir au conseil communautaire (Saint-Étienne Métropole)

|                                                        |                          |                                             |              |              |             |             |        |        |  |
| Tête de liste                                          | Tête de liste            | Liste                                       | Premier tour | Premier tour | Second tour | Second tour | Sièges | Sièges |  |
| Tête de liste                                          | Tête de liste            | Liste                                       | Voix         | %            | Voix        | %           | CM     | CC     |  |
|                                                        | Gaël Perdriau            | DVD (LR - UDI - LC - MoDem)                 | 12 984       | 46,88        | 14 139      | 58,91       | 47     | 33     |  |
| Préférons le défi                                      |                          |                                             | 12 984       | 46,88        | 14 139      | 58,91       | 47     | 33     |  |
|                                                        | Pierrick Courbon         | DVG (PS - PCF - G.s - PP - PRG)             | 5 901        | 21,30        | 9 861       | 41,08       | 12     | 9      |  |
| Saint-Étienne demain                                   |                          |                                             | 5 901        | 21,30        | 9 861       | 41,08       | 12     | 9      |  |
|                                                        | Olivier Longeon          | EELV - GÉ - UE - Cap21 - EI                 | 3 440        | 12,42        | 9 861       | 41,08       | 12     | 9      |  |
| Le temps de l'écologie                                 |                          |                                             | 3 440        | 12,42        | 9 861       | 41,08       | 12     | 9      |  |
|                                                        | Sophie Robert            | RN - PCD - LDP                              | 2 560        | 9,24         |             |             |        |        |  |
| Saint-Étienne, c'est nous !                            |                          |                                             | 2 560        | 9,24         |             |             |        |        |  |
|                                                        | Patrick Revelli          | LREM                                        | 1 308        | 4,72         |             |             |        |        |  |
| Saint-Étienne avant tout                               |                          |                                             | 1 308        | 4,72         |             |             |        |        |  |
|                                                        | Andrée Taurinya          | DVG (LFI - NPA - SE - Gilets jaunes - PEPS) | 871          | 3,14         |             |             |        |        |  |
| St-T La Citoyenne                                      |                          |                                             | 871          | 3,14         |             |             |        |        |  |
|                                                        | Zahra Bencharif          | PRG                                         | 338          | 1,22         |             |             |        |        |  |
| Réinventons Saint-Étienne                              |                          |                                             | 338          | 1,22         |             |             |        |        |  |
|                                                        | Romain Brossard          | LO                                          | 294          | 1,06         |             |             |        |        |  |
| Lutte ouvrière Faire entendre le camp des travailleurs |                          |                                             | 294          | 1,06         |             |             |        |        |  |
|                                                        |                          |                                             |              |              |             |             |        |        |  |
| Votes valides                                          | Votes valides            | Votes valides                               | 27 696       | 98,28        | 24 000      | 97,31       |        |        |  |
| Votes blancs                                           | Votes blancs             | Votes blancs                                | 153          | 0,54         | 377         | 1,53        |        |        |  |
| Votes nuls                                             | Votes nuls               | Votes nuls                                  | 333          | 1,18         | 287         | 1,16        |        |        |  |
| Total                                                  | Total                    | Total                                       | 28 182       | 100          | 24 664      | 100         | 59     | 42     |  |
| Abstention                                             | Abstention               | Abstention                                  | 59 848       | 67,99        | 63 422      | 72,00       |        |        |  |
| Inscrits / participation                               | Inscrits / participation | Inscrits / participation                    | 88 030       | 32,01        | 88 086      | 28,00       |        |        |  |

#### Saint-Galmier
- Maire sortant : Jean-Yves Charbonnier (DVD-SE)
- 29 sièges à pourvoir au conseil municipal (population légale 2017 : 5 722 habitants)
- 2 sièges à pourvoir au conseil communautaire (Saint-Étienne Métropole)

| Tête de liste            | Tête de liste                                                                | Liste                        | Premier tour | Premier tour | Second tour | Second tour | Sièges | Sièges |
| Tête de liste            | Tête de liste                                                                | Liste                        | Voix         | %            | Voix        | %           | CM     | CC     |
| ------------------------ | ---------------------------------------------------------------------------- | ---------------------------- | ------------ | ------------ | ----------- | ----------- | ------ | ------ |
|                          | Philippe Denis                                                               | DVD (1er tour) DVC (2e tour) | 590          | 31,51        | 1 118       | 60,10       | 24     | 2      |
|                          | Saint Galmier autrement (1er tour) Unis pour réussir Saint-Galmier (2e tour) |                              | 590          | 31,51        | 1 118       | 60,10       | 24     | 2      |
|                          | Jacques Déchandon                                                            | DVC                          | 541          | 28,89        | 1 118       | 60,10       | 24     | 2      |
| Agir ensemble            |                                                                              |                              | 541          | 28,89        | 1 118       | 60,10       | 24     | 2      |
|                          | Georges Dubesset,                                                            | DVC                          | 741          | 39,58        | 742         | 39,89       | 5      | 0      |
| Saint Galmier Cap 2026   |                                                                              |                              | 741          | 39,58        | 742         | 39,89       | 5      | 0      |
|                          |                                                                              |                              |              |              |             |             |        |        |
| Votes valides            | Votes valides                                                                | Votes valides                | 1 872        | 98,84        | 1 860       | 98,31       |        |        |
| Votes blancs             | Votes blancs                                                                 | Votes blancs                 | 12           | 0,63         | 16          | 0,85        |        |        |
| Votes nuls               | Votes nuls                                                                   | Votes nuls                   | 10           | 0,53         | 16          | 0,85        |        |        |
| Total                    | Total                                                                        | Total                        | 1 894        | 100          | 1 892       | 100         | 29     | 2      |
| Abstention               | Abstention                                                                   | Abstention                   | 2 267        | 54,48        | 2 279       | 54,64       |        |        |
| Inscrits / participation | Inscrits / participation                                                     | Inscrits / participation     | 4 161        | 45,52        | 4 171       | 45,36       |        |        |

#### Saint-Genest-Lerpt
- Maire sortant : Christian Julien (DVG)
- 29 sièges à pourvoir au conseil municipal (population légale 2017 : 6 131 habitants)
- 2 sièges à pourvoir au conseil communautaire (Saint-Étienne Métropole)

|                                         | Christian Julien         | DVG                      | 892   | 100,00 | 29 | 2 |  |  |
| Ensemble : Unis pour Saint-Genest-Lerpt |                          |                          | 892   | 100,00 | 29 | 2 |  |  |
|                                         |                          |                          |       |        |    |   |  |  |
| Votes valides                           | Votes valides            | Votes valides            | 892   | 82,44  |    |   |  |  |
| Votes blancs                            | Votes blancs             | Votes blancs             | 110   | 10,17  |    |   |  |  |
| Votes nuls                              | Votes nuls               | Votes nuls               | 80    | 7,39   |    |   |  |  |
| Total                                   | Total                    | Total                    | 1 082 | 100    | 29 | 2 |  |  |
| Abstention                              | Abstention               | Abstention               | 3 126 | 74,29  |    |   |  |  |
| Inscrits / participation                | Inscrits / participation | Inscrits / participation | 4 208 | 25,71  |    |   |  |  |

#### Saint-Genest-Malifaux
- Maire sortant : Vincent Ducreux (SE-DVD)
- 23 sièges à pourvoir au conseil municipal (population légale 2017 : 2 861 habitants)
- 6 sièges à pourvoir au conseil communautaire (CC des Monts du Pilat)

|                               | Vincent Ducreux          | SE                       | 772   | 100,00 | 23 | 6 |  |  |
| Avec vous pour Saint Genest ! |                          |                          | 772   | 100,00 | 23 | 6 |  |  |
|                               |                          |                          |       |        |    |   |  |  |
| Votes valides                 | Votes valides            | Votes valides            | 772   | 91,15  |    |   |  |  |
| Votes blancs                  | Votes blancs             | Votes blancs             | 30    | 3,54   |    |   |  |  |
| Votes nuls                    | Votes nuls               | Votes nuls               | 45    | 5,31   |    |   |  |  |
| Total                         | Total                    | Total                    | 847   | 100    | 23 | 6 |  |  |
| Abstention                    | Abstention               | Abstention               | 1 322 | 60,95  |    |   |  |  |
| Inscrits / participation      | Inscrits / participation | Inscrits / participation | 2 169 | 39,05  |    |   |  |  |

#### Saint-Héand
- Maire sortant : Jean-Marc Thélisson (DVG)
- 27 sièges à pourvoir au conseil municipal (population légale 2017 : 3 592 habitants)
- 1 siège à pourvoir au conseil communautaire (Saint-Étienne Métropole)

|                          | Jean-Marc Thélisson      | DVG                      | 752   | 100,00 | 27 | 1 |  |  |
| Saint-Héand @utrement    |                          |                          | 752   | 100,00 | 27 | 1 |  |  |
|                          |                          |                          |       |        |    |   |  |  |
| Votes valides            | Votes valides            | Votes valides            | 752   | 86,64  |    |   |  |  |
| Votes blancs             | Votes blancs             | Votes blancs             | 54    | 6,22   |    |   |  |  |
| Votes nuls               | Votes nuls               | Votes nuls               | 62    | 7,14   |    |   |  |  |
| Total                    | Total                    | Total                    | 868   | 100    | 27 | 1 |  |  |
| Abstention               | Abstention               | Abstention               | 1 968 | 69,39  |    |   |  |  |
| Inscrits / participation | Inscrits / participation | Inscrits / participation | 2 836 | 30,61  |    |   |  |  |

#### Saint-Jean-Bonnefonds
- Maire sortant : Marc Chavanne (DVG)
- 29 sièges à pourvoir au conseil municipal (population légale 2017 : 6 638 habitants)
- 2 sièges à pourvoir au conseil communautaire (Saint-Étienne Métropole)

|                                | Marc Chavanne            | DVG                      | 1 445 | 84,65 | 27 | 2 |  |  |
| Un nouvel élan pour Saint Jean |                          |                          | 1 445 | 84,65 | 27 | 2 |  |  |
|                                | Jérôme Desorme           | DVC                      | 262   | 15,34 | 2  | 0 |  |  |
| St Jean Avenir                 |                          |                          | 262   | 15,34 | 2  | 0 |  |  |
|                                |                          |                          |       |       |    |   |  |  |
| Votes valides                  | Votes valides            | Votes valides            | 1 707 | 98,22 |    |   |  |  |
| Votes blancs                   | Votes blancs             | Votes blancs             | 16    | 0,92  |    |   |  |  |
| Votes nuls                     | Votes nuls               | Votes nuls               | 15    | 0,86  |    |   |  |  |
| Total                          | Total                    | Total                    | 1 738 | 100   | 29 | 2 |  |  |
| Abstention                     | Abstention               | Abstention               | 2 999 | 63,31 |    |   |  |  |
| Inscrits / participation       | Inscrits / participation | Inscrits / participation | 4 737 | 36,69 |    |   |  |  |

#### Saint-Just-Saint-Rambert
- Maire sortant : Olivier Joly (DVD)
- 33 sièges à pourvoir au conseil municipal (population légale 2017 : 15 083 habitants)
- 13 sièges à pourvoir au conseil communautaire (CA Loire Forez Agglomération)

|                                                 | Olivier Joly             | DVD                      | 2 764  | 72,67 | 29 | 12 |  |  |
| Union pour Saint-Just Saint-Rambert             |                          |                          | 2 764  | 72,67 | 29 | 12 |  |  |
|                                                 | Jean-Pierre Brat         | DVG                      | 1 039  | 27,32 | 4  | 1  |  |  |
| Notre ville, Citoyenne, Écologique et Solidaire |                          |                          | 1 039  | 27,32 | 4  | 1  |  |  |
|                                                 |                          |                          |        |       |    |    |  |  |
| Votes valides                                   | Votes valides            | Votes valides            | 3 803  | 97,66 |    |    |  |  |
| Votes blancs                                    | Votes blancs             | Votes blancs             | 43     | 1,10  |    |    |  |  |
| Votes nuls                                      | Votes nuls               | Votes nuls               | 48     | 1,23  |    |    |  |  |
| Total                                           | Total                    | Total                    | 3 894  | 100   | 33 | 13 |  |  |
| Abstention                                      | Abstention               | Abstention               | 7 560  | 66,00 |    |    |  |  |
| Inscrits / participation                        | Inscrits / participation | Inscrits / participation | 11 454 | 34,00 |    |    |  |  |

#### Saint-Marcellin-en-Forez
- Maire sortant : Éric Lardon (SE-LR)
- 27 sièges à pourvoir au conseil municipal (population légale 2017 : 4 848 habitants)
- 4 sièges à pourvoir au conseil communautaire (CA Loire Forez Agglomération)

|                                                        | Éric Lardon              | LR                       | 816   | 100,00 | 27 | 4 |  |  |
| Saint Marcellin en Forez le village qui nous rassemble |                          |                          | 816   | 100,00 | 27 | 4 |  |  |
|                                                        |                          |                          |       |        |    |   |  |  |
| Votes valides                                          | Votes valides            | Votes valides            | 816   | 87,93  |    |   |  |  |
| Votes blancs                                           | Votes blancs             | Votes blancs             | 42    | 4,53   |    |   |  |  |
| Votes nuls                                             | Votes nuls               | Votes nuls               | 70    | 7,54   |    |   |  |  |
| Total                                                  | Total                    | Total                    | 928   | 100    | 27 | 4 |  |  |
| Abstention                                             | Abstention               | Abstention               | 2 347 | 71,66  |    |   |  |  |
| Inscrits / participation                               | Inscrits / participation | Inscrits / participation | 3 275 | 28,34  |    |   |  |  |

#### Saint-Martin-la-Plaine
- Maire sortant : Christian Fayolle (DVG)
- 27 sièges à pourvoir au conseil municipal (population légale 2017 : 3 755 habitants)
- 1 siège à pourvoir au conseil communautaire (Saint-Étienne Métropole)

|                                             | Martial Fauchet          | DVG                      | 748   | 100,00 | 27 | 1 |  |  |
| Ensemble, forgeons l'avenir de Saint-Martin |                          |                          | 748   | 100,00 | 27 | 1 |  |  |
|                                             |                          |                          |       |        |    |   |  |  |
| Votes valides                               | Votes valides            | Votes valides            | 748   | 90,89  |    |   |  |  |
| Votes blancs                                | Votes blancs             | Votes blancs             | 36    | 4,37   |    |   |  |  |
| Votes nuls                                  | Votes nuls               | Votes nuls               | 39    | 4,74   |    |   |  |  |
| Total                                       | Total                    | Total                    | 823   | 100    | 27 | 1 |  |  |
| Abstention                                  | Abstention               | Abstention               | 1 895 | 69,72  |    |   |  |  |
| Inscrits / participation                    | Inscrits / participation | Inscrits / participation | 2 718 | 30,28  |    |   |  |  |

#### Saint-Paul-en-Jarez
- Maire sortant : Pascal Majonchi (SE-DVD)
- 27 sièges à pourvoir au conseil municipal (population légale 2017 : 4 844 habitants)
- 2 sièges à pourvoir au conseil communautaire (Saint-Étienne Métropole)

|                                 | Kamel Bouchou            | DVD                      | 744   | 51,20 | 21 | 2 |  |  |
| Saint-Paul Cap 2026             |                          |                          | 744   | 51,20 | 21 | 2 |  |  |
|                                 | Michel Plasse            | DVD                      | 709   | 48,79 | 6  | 0 |  |  |
| Saint Paul : Un village à vivre |                          |                          | 709   | 48,79 | 6  | 0 |  |  |
|                                 |                          |                          |       |       |    |   |  |  |
| Votes valides                   | Votes valides            | Votes valides            | 1 453 | 96,35 |    |   |  |  |
| Votes blancs                    | Votes blancs             | Votes blancs             | 33    | 2,19  |    |   |  |  |
| Votes nuls                      | Votes nuls               | Votes nuls               | 22    | 1,46  |    |   |  |  |
| Total                           | Total                    | Total                    | 1 508 | 100   | 27 | 2 |  |  |
| Abstention                      | Abstention               | Abstention               | 1 615 | 51,71 |    |   |  |  |
| Inscrits / participation        | Inscrits / participation | Inscrits / participation | 3 123 | 48,29 |    |   |  |  |

#### Saint-Priest-en-Jarez
- Maire sortant : Jean-Michel Pauze (SE-DVG)
- 29 sièges à pourvoir au conseil municipal (population légale 2017 : 6 120 habitants)
- 2 sièges à pourvoir au conseil communautaire (Saint-Étienne Métropole)

|                          | Christian Servant        | DIV                      | 806   | 100,00 | 29 | 2 |  |  |
| Partageons notre avenir  |                          |                          | 806   | 100,00 | 29 | 2 |  |  |
|                          |                          |                          |       |        |    |   |  |  |
| Votes valides            | Votes valides            | Votes valides            | 806   | 88,96  |    |   |  |  |
| Votes blancs             | Votes blancs             | Votes blancs             | 58    | 6,40   |    |   |  |  |
| Votes nuls               | Votes nuls               | Votes nuls               | 42    | 4,64   |    |   |  |  |
| Total                    | Total                    | Total                    | 906   | 100    | 29 | 2 |  |  |
| Abstention               | Abstention               | Abstention               | 2 933 | 76,40  |    |   |  |  |
| Inscrits / participation | Inscrits / participation | Inscrits / participation | 3 839 | 23,60  |    |   |  |  |

#### Saint-Romain-le-Puy
- Maire sortante : Annick Brunel (DVD-SE-LR)
- 27 sièges à pourvoir au conseil municipal (population légale 2017 : 3 998 habitants)
- 3 sièges à pourvoir au conseil communautaire (CA Loire Forez Agglomération)

| Tête de liste                                        | Tête de liste            | Liste                    | Premier tour | Premier tour | Second tour | Second tour | Sièges | Sièges |
| Tête de liste                                        | Tête de liste            | Liste                    | Voix         | %            | Voix        | %           | CM     | CC     |
| ---------------------------------------------------- | ------------------------ | ------------------------ | ------------ | ------------ | ----------- | ----------- | ------ | ------ |
|                                                      | Annick Brunel            | DVD                      | 328          | 30,28        | 510         | 43,18       | 20     | 2      |
| Avec vous, Saint-Romain.                             |                          |                          | 328          | 30,28        | 510         | 43,18       | 20     | 2      |
|                                                      | André Gachet             | DVC                      | 486          | 44,87        | 497         | 42,08       | 5      | 1      |
| Passion commune                                      |                          |                          | 486          | 44,87        | 497         | 42,08       | 5      | 1      |
|                                                      | Marjorie Combe           | DVG                      | 186          | 17,17        | 174         | 14,73       | 2      | 0      |
| Solidaires dans la diversité et pour l'environnement |                          |                          | 186          | 17,17        | 174         | 14,73       | 2      | 0      |
|                                                      | Grégoire Granger         | DVD                      | 83           | 7,66         |             |             |        |        |
| Écoutons, Saint Romain le Puy                        |                          |                          | 83           | 7,66         |             |             |        |        |
|                                                      |                          |                          |              |              |             |             |        |        |
| Votes valides                                        | Votes valides            | Votes valides            | 1 083        | 85,95        | 1 181       | 97,68       |        |        |
| Votes blancs                                         | Votes blancs             | Votes blancs             | 16           | 1,27         | 14          | 1,16        |        |        |
| Votes nuls                                           | Votes nuls               | Votes nuls               | 161          | 12,78        | 14          | 1,16        |        |        |
| Total                                                | Total                    | Total                    | 1 260        | 100          | 1 209       | 100         | 27     | 3      |
| Abstention                                           | Abstention               | Abstention               | 1 633        | 56,45        | 1 698       | 58,41       |        |        |
| Inscrits / participation                             | Inscrits / participation | Inscrits / participation | 2 893        | 43,55        | 2 907       | 41,59       |        |        |

#### Savigneux
- Maire sortant : Christophe Bretton (DVG-PS)
- 23 sièges à pourvoir au conseil municipal (population légale 2017 : 3 432 habitants)
- 3 sièges à pourvoir au conseil communautaire (CA Loire Forez Agglomération)

|                                   | Jean-Marc Grange         | SE                       | 574   | 51,61 | 18 | 2 |  |  |
| Savigneux demain, avec vous       |                          |                          | 574   | 51,61 | 18 | 2 |  |  |
|                                   | Christophe Bretton       | SE                       | 538   | 48,38 | 5  | 1 |  |  |
| Agir ensemble Unis pour Savigneux |                          |                          | 538   | 48,38 | 5  | 1 |  |  |
|                                   |                          |                          |       |       |    |   |  |  |
| Votes valides                     | Votes valides            | Votes valides            | 1 112 | 98,06 |    |   |  |  |
| Votes blancs                      | Votes blancs             | Votes blancs             | 13    | 1,15  |    |   |  |  |
| Votes nuls                        | Votes nuls               | Votes nuls               | 9     | 0,79  |    |   |  |  |
| Total                             | Total                    | Total                    | 1 134 | 100   | 23 | 3 |  |  |
| Abstention                        | Abstention               | Abstention               | 1 491 | 56,80 |    |   |  |  |
| Inscrits / participation          | Inscrits / participation | Inscrits / participation | 2 625 | 43,20 |    |   |  |  |

#### Sorbiers
- Maire sortante : Marie-Christine Thivant (PS)
- 29 sièges à pourvoir au conseil municipal (population légale 2017 : 7 933 habitants)
- 2 sièges à pourvoir au conseil communautaire (Saint-Étienne Métropole)

|                              | Marie-Christine Thivant  | DVG                      | 1 251 | 52,14 | 23 | 2 |  |  |
| Avec vous pour Sorbiers      |                          |                          | 1 251 | 52,14 | 23 | 2 |  |  |
|                              | Adeline Delmas           | DVD                      | 763   | 31,80 | 4  | 0 |  |  |
| Ensemble, réussir Sorbiers ! |                          |                          | 763   | 31,80 | 4  | 0 |  |  |
|                              | Christophe Bergerac      | DVD                      | 385   | 16,04 | 2  | 0 |  |  |
| Sorbiers 2020                |                          |                          | 385   | 16,04 | 2  | 0 |  |  |
|                              |                          |                          |       |       |    |   |  |  |
| Votes valides                | Votes valides            | Votes valides            | 2 399 | 98,36 |    |   |  |  |
| Votes blancs                 | Votes blancs             | Votes blancs             | 17    | 0,70  |    |   |  |  |
| Votes nuls                   | Votes nuls               | Votes nuls               | 23    | 0,94  |    |   |  |  |
| Total                        | Total                    | Total                    | 2 439 | 100   | 29 | 2 |  |  |
| Abstention                   | Abstention               | Abstention               | 3 614 | 59,71 |    |   |  |  |
| Inscrits / participation     | Inscrits / participation | Inscrits / participation | 6 053 | 40,29 |    |   |  |  |

#### Sury-le-Comtal
- Maire sortant : Yves Martin (SE)
- 29 sièges à pourvoir au conseil municipal (population légale 2017 : 6 552 habitants)
- 5 sièges à pourvoir au conseil communautaire (CA Loire Forez Agglomération)

|                          | Yves Martin              | DVC                      | 1 115 | 81,68 | 27 | 5 |  |  |
| Continuons ensemble      |                          |                          | 1 115 | 81,68 | 27 | 5 |  |  |
|                          | Patrick Chaumier         | DVC                      | 250   | 18,31 | 2  | 0 |  |  |
| L'alternative suryquoise |                          |                          | 250   | 18,31 | 2  | 0 |  |  |
|                          |                          |                          |       |       |    |   |  |  |
| Votes valides            | Votes valides            | Votes valides            | 1 365 | 96,60 |    |   |  |  |
| Votes blancs             | Votes blancs             | Votes blancs             | 22    | 1,56  |    |   |  |  |
| Votes nuls               | Votes nuls               | Votes nuls               | 26    | 1,84  |    |   |  |  |
| Total                    | Total                    | Total                    | 1 413 | 100   | 29 | 5 |  |  |
| Abstention               | Abstention               | Abstention               | 2 615 | 64,92 |    |   |  |  |
| Inscrits / participation | Inscrits / participation | Inscrits / participation | 4 028 | 35,08 |    |   |  |  |

#### Unieux
- Maire sortant : Christophe Faverjon (PCF)
- 29 sièges à pourvoir au conseil municipal (population légale 2017 : 8 597 habitants)
- 2 sièges à pourvoir au conseil communautaire (Saint-Étienne Métropole)

|                          | Christophe Faverjon,     | DVG (PCF)                | 1 455 | 60,70 | 24 | 2 |  |  |
| Unieux, le renouveau     |                          |                          | 1 455 | 60,70 | 24 | 2 |  |  |
|                          | Bernard Chapelon         | DVD                      | 942   | 39,29 | 5  | 0 |  |  |
| Ensemble pour Unieux     |                          |                          | 942   | 39,29 | 5  | 0 |  |  |
|                          |                          |                          |       |       |    |   |  |  |
| Votes valides            | Votes valides            | Votes valides            | 2 397 | 97,48 |    |   |  |  |
| Votes blancs             | Votes blancs             | Votes blancs             | 30    | 1,22  |    |   |  |  |
| Votes nuls               | Votes nuls               | Votes nuls               | 32    | 1,30  |    |   |  |  |
| Total                    | Total                    | Total                    | 2 459 | 100   | 29 | 2 |  |  |
| Abstention               | Abstention               | Abstention               | 3 537 | 58,99 |    |   |  |  |
| Inscrits / participation | Inscrits / participation | Inscrits / participation | 5 996 | 41,01 |    |   |  |  |

#### Veauche
- Maire sortant : Christian Sapy (SE)
- 29 sièges à pourvoir au conseil municipal (population légale 2017 : 8 984 habitants)
- 9 sièges à pourvoir au conseil communautaire (CC de Forez-Est)

| Tête de liste                    | Tête de liste            | Liste                    | Premier tour | Premier tour | Second tour | Second tour | Sièges | Sièges |
| Tête de liste                    | Tête de liste            | Liste                    | Voix         | %            | Voix        | %           | CM     | CC     |
| -------------------------------- | ------------------------ | ------------------------ | ------------ | ------------ | ----------- | ----------- | ------ | ------ |
|                                  | Gérard Dubois            | DVC                      | 1 308        | 47,68        | 1 312       | 50,79       | 23     | 7      |
| Pour vous Veauche avec nous      |                          |                          | 1 308        | 47,68        | 1 312       | 50,79       | 23     | 7      |
|                                  | Jean-Pierre Bruyère      | DVC                      | 783          | 28,54        | 784         | 30,35       | 4      | 1      |
| Veauche territoire d'avenir      |                          |                          | 783          | 28,54        | 784         | 30,35       | 4      | 1      |
|                                  | Dominique Déchandon      | DVD                      | 652          | 23,76        | 487         | 18,85       | 2      | 1      |
| Veauche Veauchois notre priorité |                          |                          | 652          | 23,76        | 487         | 18,85       | 2      | 1      |
|                                  |                          |                          |              |              |             |             |        |        |
| Votes valides                    | Votes valides            | Votes valides            | 2 743        | 97,20        | 2 583       | 98,44       |        |        |
| Votes blancs                     | Votes blancs             | Votes blancs             | 36           | 1,28         | 27          | 1,03        |        |        |
| Votes nuls                       | Votes nuls               | Votes nuls               | 43           | 1,52         | 14          | 0,53        |        |        |
| Total                            | Total                    | Total                    | 2 822        | 100          | 2 624       | 100         | 29     | 9      |
| Abstention                       | Abstention               | Abstention               | 3 961        | 58,40        | 4 173       | 61,39       |        |        |
| Inscrits / participation         | Inscrits / participation | Inscrits / participation | 6 783        | 41,60        | 6 797       | 38,61       |        |        |

#### Villars
- Maire sortant : Jordan Da Silva (DVD)
- 29 sièges à pourvoir au conseil municipal (population légale 2017 : 7 970 habitants)
- 2 sièges à pourvoir au conseil communautaire (Saint-Étienne Métropole)

|                          |                          |                          |              |              |        |        |  |  |  |
| Tête de liste            | Tête de liste            | Liste                    | Premier tour | Premier tour | Sièges | Sièges |  |  |  |
| Tête de liste            | Tête de liste            | Liste                    | Voix         | %            | CM     | CC     |  |  |  |
|                          | Jordan Da Silva          | DVD                      | 1 685        | 59,24        | 23     | 2      |  |  |  |
| Unis pour Villars        |                          |                          | 1 685        | 59,24        | 23     | 2      |  |  |  |
|                          | Xavier Valette           | DVG                      | 1 159        | 40,75        | 6      | 0      |  |  |  |
| Villars c'est vous       |                          |                          | 1 159        | 40,75        | 6      | 0      |  |  |  |
|                          |                          |                          |              |              |        |        |  |  |  |
| Votes valides            | Votes valides            | Votes valides            | 2 844        | 98,27        |        |        |  |  |  |
| Votes blancs             | Votes blancs             | Votes blancs             | 27           | 0,93         |        |        |  |  |  |
| Votes nuls               | Votes nuls               | Votes nuls               | 23           | 0,79         |        |        |  |  |  |
| Total                    | Total                    | Total                    | 2 894        | 100          | 29     | 2      |  |  |  |
| Abstention               | Abstention               | Abstention               | 3 149        | 52,11        |        |        |  |  |  |
| Inscrits / participation | Inscrits / participation | Inscrits / participation | 6 043        | 47,89        |        |        |  |  |  |

#### Villerest
- Maire sortant : Philippe Perron (DVD)
- 27 sièges à pourvoir au conseil municipal (population légale 2017 : 4 902 habitants)
- 3 sièges à pourvoir au conseil communautaire (CA Roannais Agglomération)

|                              | Philippe Perron          | DVD                      | 1 337 | 83,45 | 25 | 3 |  |  |
| Villerest 2020 Agir ensemble |                          |                          | 1 337 | 83,45 | 25 | 3 |  |  |
|                              | Alain Péré               | DVD                      | 265   | 16,54 | 2  | 0 |  |  |
| 2020, Villerest citoyen      |                          |                          | 265   | 16,54 | 2  | 0 |  |  |
|                              |                          |                          |       |       |    |   |  |  |
| Votes valides                | Votes valides            | Votes valides            | 1 602 | 95,64 |    |   |  |  |
| Votes blancs                 | Votes blancs             | Votes blancs             | 32    | 1,91  |    |   |  |  |
| Votes nuls                   | Votes nuls               | Votes nuls               | 41    | 2,45  |    |   |  |  |
| Total                        | Total                    | Total                    | 1 675 | 100   | 27 | 3 |  |  |
| Abstention                   | Abstention               | Abstention               | 2 154 | 56,25 |    |   |  |  |
| Inscrits / participation     | Inscrits / participation | Inscrits / participation | 3 829 | 43,75 |    |   |  |  |